# Julius Döpfner

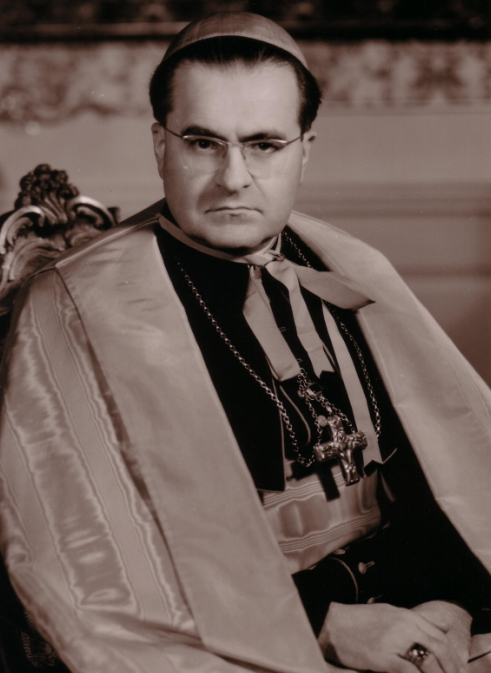
Julius Döpfner (Juli 1964)

Julius August Kardinal Döpfner (* 26. August 1913 in Hausen bei Bad Kissingen; † 24. Juli 1976 in München) war ein deutscher Priester und Funktionär der römisch-katholischen Kirche. Er war Bischof von Würzburg und Berlin sowie Erzbischof von München und Freising und ab 1958 Kardinal der römisch-katholischen Kirche. Er wurde während des Zweiten Vatikanischen Konzils von 1962 bis 1965 zu einer „der prägendsten Figuren der katholischen Kirche“.

## Herkunft und Ausbildung

### Elternhaus
Julius August Döpfner wurde als viertes von insgesamt fünf Kindern des Hausdieners Julius Matthäus Döpfner (1876–1923) und dessen Frau Maria Döpfner, geb. Büttner (1875–1934) in Hausen bei Bad Kissingen (Unterfranken) in eine fast mittellose Rhönbauern-Familie geboren und wuchs in sehr einfachen Verhältnissen auf. Döpfners Geschwister waren Maria Anna Döpfner, verh. Metz (1905–1983), Otto Joseph Döpfner (1909–1979) und Paul Alfons (1919–2007). Außerdem wurde dem Ehepaar im Jahr 1906 ein Sohn (ebenfalls mit Namen Julius) geboren, der jedoch im folgenden Jahr verstarb.

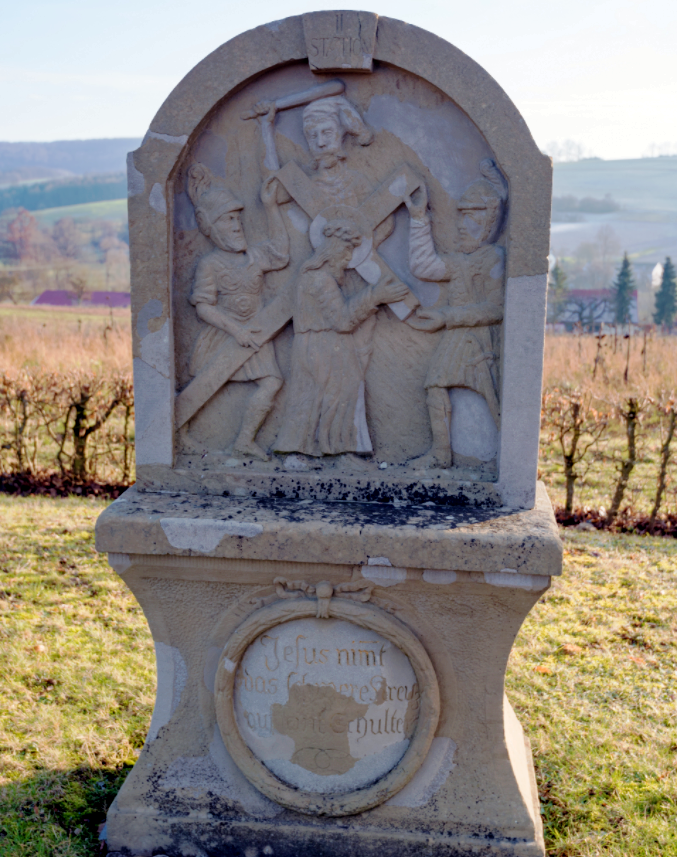
Zweite Station des Hausener Kreuzweges

Döpfner beschreibt seinen Vater als einen noblen und tiefgläubigen Mann sowie seine Mutter als „eine starke Frau, die sich als Witwe hingebungsvoll um ihre Kinder gekümmert hat“. Als sein Vater Julius Matthäus Döpfner am 11. November 1923 an den Folgen einer Bauchoperation starb, soll er dem Hausener Kaplan August Martin am Sterbebett das Versprechen abgenommen haben, dem kleinen Julius den Priesterberuf zu ermöglichen, wovon Mutter Maria allem Anschein nach nichts wusste.
Seine Mutter Maria war die Schwester eines Hausener Schreiners. Sie führte ein umfangreiches Tagebuch, in dem sie am 15. Februar 1927 die Armut der Familie und ihre eigenen häufigen Krankheiten sowie die ihres Mannes schilderte. Wie Döpfner rückblickend bemerkte, lag ein gewisser Erfahrungsernst über seiner ansonsten glücklichen und unvergesslichen Kindheit. Als prägend beschrieb er die religiösen Erfahrungen, in Elternhaus, Pfarrgemeinde und Diözese.
Vor Döpfners Geburtshaus befand sich die zweite Station („Jesus nimmt das Kreuz auf seine Schultern“) des früher durch den Ort zum Friedhof verlaufenden Kreuzweges (heute befindet sich der Kreuzweg komplett auf dem Hausener Friedhof). Kurz vor seinem Tod gab Döpfner am 11. Juni 1976 dem Bayerischen Rundfunk ein Interview unter dem Titel Meine fränkischen Jahre, in dem er davon ausging, dass ihn diese Kreuzwegstation zumindest unbewusst zu der Wahl seines bischöflichen Mottos “Praedicamus Crucifixum” (1. Kor 1,23 , deutsch: „Wir verkündigen den Gekreuzigten“) inspiriert habe.  Auf dem Friedhof wurden auch Julius Döpfners Eltern beerdigt. Im Jahr 2017 hat die Familie Döpfner das Grab aufgelassen. Im gleichen Jahr wurde die von der Münchner Bildhauerin Christine Stadler geschaffene Gedenktafel für Döpfner an die Anlage südlich der Hausener Pfarrkirche (Lourdes-Grotte) versetzt. Bei der Erstellung der Tafel hatte die Künstlerin Döpfners Geburtsdatum fälschlich mit dem „28.08.“ angegeben.
Döpfners Geburtshaus wurde später abgerissen und durch einen Neubau ersetzt (Kardinal-Döpfner-Straße 27).

### Schulzeit
Auf Anraten des örtlichen Kaplans Martin sowie seiner Lehrer wurde Döpfner im Jahr 1924 auf das Gymnasium der Augustiner in Münnerstadt geschickt. Zu Fuß lief der Zehnjährige von Hausen nach Münnerstadt zur Aufnahmeprüfung und bestand diese. Zu Fuß dauert dieser Weg neuneinhalb Stunden. Trotz der ärmlichen Verhältnisse, in denen er aufwuchs, brachte er gute Zeugnisse mit nach Hause.
Auf Grund seines Wunsches, Priester zu werden, wechselte er 1925 – nach einem Jahr in Münnerstadt – an das bischöfliche Knabenseminar Kilianeum zu Würzburg und legte 1933 an der Oberschule am Rennweger Ring das Abitur als Klassenbester ab. Seine Abiturrede ließ bereits kritische Töne gegen die Nationalsozialisten erkennen, die im Monat zuvor an die Macht gekommen waren. Lehrer Josef Borst, der Leiter von Döpfners Abiturklasse, sah sich veranlasst, Döpfners Abschlussrede zu entschärfen.
Am Kilianeum wurde Döpfners theologische und pastorale Ausrichtung stark von Regens Kilian Joseph Meisenzahl beeinflusst. Über Meisenzahl lernte Döpfner die Lehren des umstrittenen Würzburger Theologen Herman Schell kennen, dessen Persönlichkeit Döpfner beeindruckte.
Zu dieser Zeit begann eine ausführliche Korrespondenz zwischen Döpfner und seinem Schulfreund Georg Angermaier, die von 1932 bis 1944 bestand und in der Döpfner ausführlich seine theologischen Ansichten beschrieb.

## Studium

### Würzburg
Im Oktober 1933 begann Döpfner an der Universität Würzburg ein Studium der Theologie. Kirchengeschichte studierte er bei Sebastian Merkle, einem Freund von Herman Schell, sowie Philosophie bei Hans Meyer und dem Privatdozenten Hans Pfeil, einem Gegner der religiösen Strömungen des Nationalsozialismus. Hier wurde Döpfner auch Mitglied der katholischen Studentenverbindung K.St.V. Normannia Würzburg im KV.

### Germanicum in Rom
Nach einem Semester wechselte er mit einem Stipendium an das Collegium Germanicum der Päpstlichen Universität Gregoriana in Rom. Am Germanicum wurde Döpfner vor allem von Jesuitenpater Ivo Zeiger geprägt. Kritisch sah Döpfner den jesuitischen Führungsstil der Uniformität und Unterordnung; er war der Überzeugung, dass es in der modernen Welt auf selbstbewusste Einzelpersönlichkeiten ankommen würde.
Döpfners äußerer Widerstand gegen die Studienbedingungen am Germanicum legte sich mit dem Tod der Mutter im Jahr 1934. Wie er seinem Studienfreund Angermaier schrieb, war nun eine elementare Bindung zum Elternhaus in der Heimat gekappt, »ohne daß die unendlich zarte Liebe zu diesem Wurzelgrund litt oder verkümmerte«. Es war unter anderem die finanzielle Opferbereitschaft seiner Familie, durch die er sich nun verpflichtet fühlte, das Studium trotz aller Bedenken zu einem guten Ende zu führen.
Seine Konflikte mit dem Germanicum kompensierte Döpfner mit seiner Heimatverbundenheit und seiner Liebe zur Natur. So pflegte er bis zu seiner Zeit als Kardinal Wanderungen in den Bergen und am Meer zu unternehmen sowie seinen Urlaub in seinem Heimatort Hausen zu verbringen.
Dem mit ihm befreundeten Hausener Pfarrer Karl Hockgeiger schrieb Döpfner zahlreiche Briefe, in denen er seine Zeit am Germanicum ausführlich schilderte.
Im Studium stand er bewusst zu seiner Entscheidung, Priester zu werden – aber nicht nur ein „wissenschaftlicher“ Priester wollte er sein, sondern ein „tiefgebildeter“ Priester, der sich auch menschlich, priesterlich und organisatorisch in seine Tätigkeit einbringt.

## Priester
In der Kirche Il Gesù in Rom empfing er am 29. Oktober 1939 durch den späteren Kurienkardinal Luigi Traglia das Sakrament der Priesterweihe. Am 1. November 1939 beging er in der gleichen Kirche am Grabaltar des Ignatius von Loyola seine Primiz. Als Primizbild wählte er Ausschnitte aus dem Isenheimer Altar von Matthias Grünewald, als Primizspruch sein späteres bischöfliches Motto „Praedicamus crucifixum“.
Am 7. Juli 1940 feierte Döpfner nach Ankündigung vom 6. Juli 1940 in der lokalen Saale-Zeitung seine Heimatprimiz in Hausen. Der Empfang fand vor der Hausener Klosterscheune des Klosters Hausen statt.
Im Jahr 1941 wurde er mit der Dissertation Natur und Übernatur bei John Henry Newman zum Doktor der Theologie promoviert.
Von 1941 bis 1944 war Döpfner Kaplan in Großwallstadt, Schweinfurt und Gochsheim. Die Seelsorge in direktem Kontakt mit den Gläubigen lag ihm dabei sehr am Herzen. Von 1944 bis 1945 war er Präfekt am bischöflichen Knabenseminar Kilianeum in Würzburg. 1945 erfolgte die Ernennung zum Subregens am Würzburger Priesterseminar. Als Subregens kümmerte sich Döpfner auch persönlich um die Studenten, die an ihren Kriegserfahrungen litten. Auf das Angebot des Dekans der Fakultät, sich zu habilitieren, reagierte Döpfner mit Stolz, da, wie er sagte, ehemaligen Germanikern der Weg zur Professur nicht ohne weiteres offen stand.
Am 16. März 1945 erlebte Döpfner den Bombenangriff auf Würzburg; sein gesamter Besitz verbrannte. Er half eigenhändig bei den Aufräumarbeiten und versorgte die Bevölkerung mit Lebensmitteln. Nach dem Einmarsch der Amerikaner verhandelte er mit der Besatzungsmacht.

## Bischof von Würzburg (1948–1957)

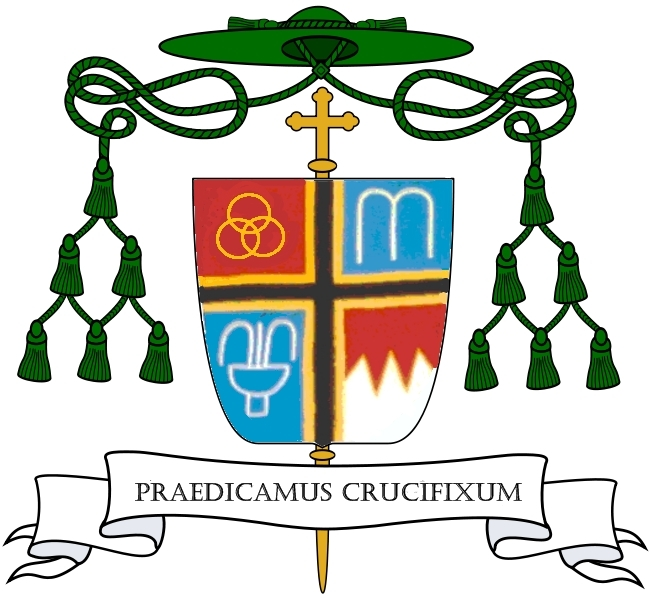
Wappen Döpfners als Bischof von Würzburg

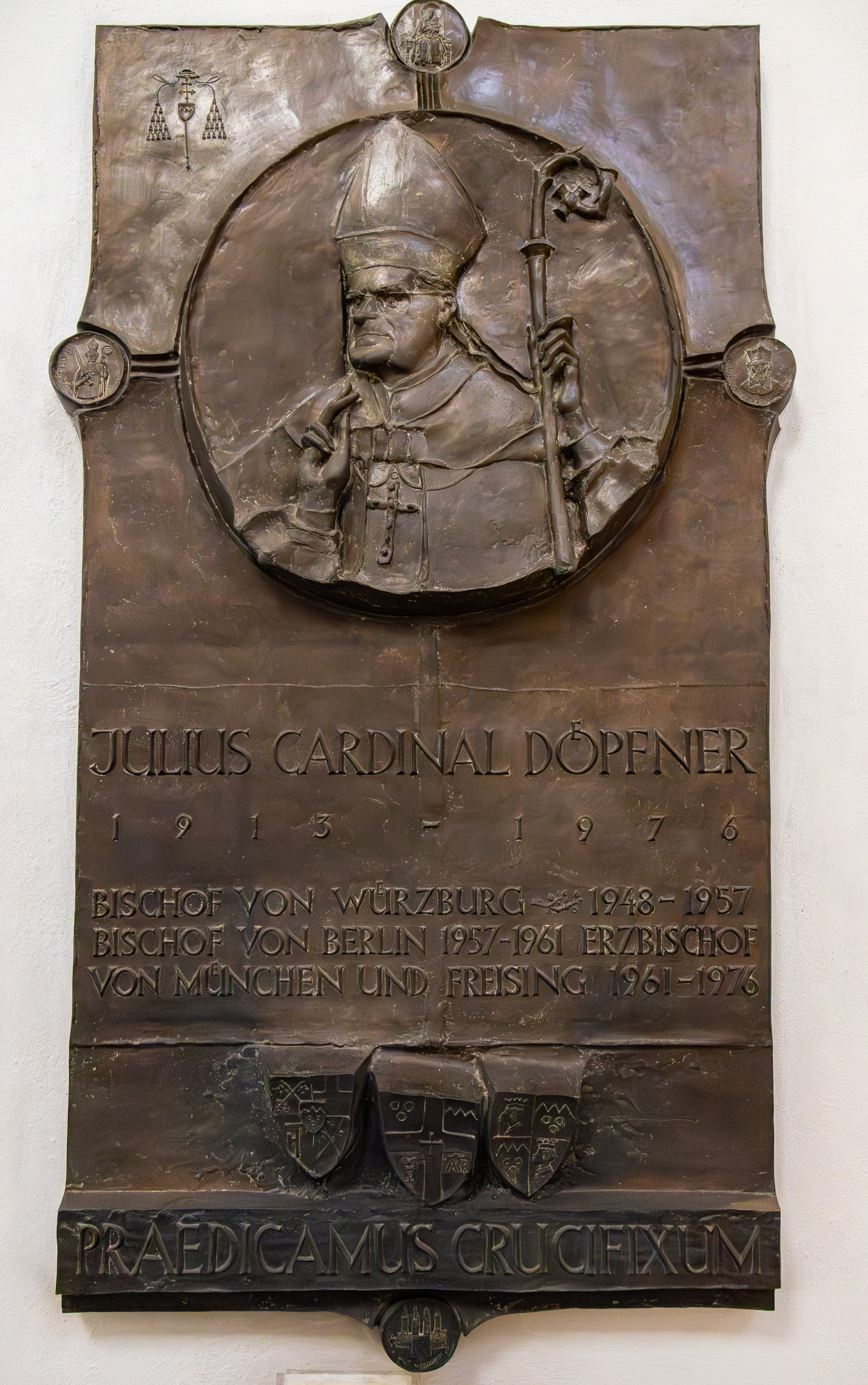
Denkmal für Bischof Julius Döpfner im Würzburger Dom.

Am 10. August 1948 ernannte Papst Pius XII. Döpfner als Nachfolger des am 30. Mai 1948 verstorbenen Matthias Ehrenfried zum Bischof von Würzburg. Es wurde gemutmaßt, der Jesuitenpater Ivo Zeiger, Döpfners ehemaliger Rektor am Germanicum, habe Einfluss auf die Entscheidung genommen. Die Weihe durch den Bamberger Erzbischof Joseph Otto Kolb am 14. Oktober 1948 fand in der Würzburger Neumünsterkirche statt, da der Würzburger Dom durch den Bombenangriff im März 1945 noch zerstört war. Mitkonsekratoren waren der damalige Bischof von Eichstätt und spätere Kurienkardinal Joseph Schröffer sowie der Bamberger Weihbischof Artur Michael Landgraf. Mit 35 Jahren war Döpfner damals der jüngste katholische Bischof Europas. Sein bischöflicher Wahlspruch lautete: „Praedicamus crucifixum“ („Wir verkünden [Christus,] den Gekreuzigten“) und entstammt dem 1. Korintherbrief (1 Kor 1,23 ). In seinem Antrittsgottesdienst in der Heilig-Kreuz-Kirche betonte Döpfner seine Verbundenheit zu seiner Heimat und seinen fränkischen Mitmenschen. In seinem ersten Hirtenbrief vom 24. Oktober 1948 begründete Döpfner die Wahl seines bischöflichen Leitspruchs als Antwort auf die immer zahlreicher werdenden Menschen, die vom christlichen Weg abgekommen seien; gleichzeitig wolle er der erste Kreuzträger des Bistums sein. Da das Bischöfliche Palais beim Bombenangriff auf Würzburg am 16. März 1945 zerstört worden war, wohnte Döpfner zunächst im Kloster Oberzell der Zeller Schwestern.
Als der Witwer Robert Schwab, Internist und Chefarzt am Juliusspital in Würzburg, 1948 eine „Evangelische“ heiratete, nahm ihm diese „Todsünde“ Döpfner persönlich übel. Im Jahr 1952 exkommunizierte Döpfner als Bischof den späteren Kirchenkritiker Karlheinz Deschner, weil der eine geschiedene Frau geheiratet hatte. Bei einer vom ADAC und der Deutschen Katholischen Jugend veranstalteten Großveranstaltung in Würzburg am 19. Juli 1953 zu Ehren des hl. Christophorus segnete er über 1000 Automobile und Motorräder. In der Folgezeit setzte er sich bis zu seinem Tod für die Ökumenische Bewegung ein. Vom 11. bis 14. Oktober 1954 fand die von Döpfner veranstaltete Diözesansynode statt.

### Der Wiederaufbau von Würzburg („Wohnungsbau ist Dombau“)
Julius Döpfners Amtszeit begann in einer völlig zerstörten Stadt, in der zum Kriegsende nur noch etwa 53 000 Menschen lebten. In ganz Unterfranken herrschte ein Bedarf für 394.000 Menschen, und noch im Jahr 1950 fehlten 80.000 Wohnungen. Am 6. Januar 1949 wurde daher unter Vorsitz von Bischof Döpfner und unter Einladung von Caritasdirektor Robert Kümmert beschlossen, die Würzburger Wohnungshilfe aufzulösen und eine Genossenschaft in Form des St.-Bruno-Werkes zu gründen. Die Benennung erfolgte nach dem hl. Bruno von Würzburg. Döpfner stellte das Vorhaben unter das Motto „Wohnungsbau ist Dombau, Wohnungssorge ist Seelsorge, und damit Herzenssorge eures Bischofs“. Kritik an dem Motto „Wohnungsbau ist Dombau“ kam unter anderem von Kardinal Michael von Faulhaber. Anlässlich Döpfners 40. Geburtstag im Jahr 1953 lobte das Würzburger katholische Sonntagsblatt Döpfners Bemühungen. Bis zu Döpfners Weggang nach Berlin im Jahr 1957 waren unter dem St.-Bruno-Werk mehr als 2000 Wohnungen entstanden. Im Jahr 1958 erhielt Döpfner von der Stadt Bad Kissingen wegen seiner Verdienste um den sozialen Wohnungsbau (St.-Bruno-Werk) die Ehrenbürgerwürde.
Daneben widmete sich Döpfner dem Wiederaufbau zerstörter Kirchen sowohl in Würzburg (wo nur die Marienkapelle unbeschadet geblieben war) wie auch in der restlichen Diözese Würzburg. Während seiner Amtszeit wurden 48 Kirchen wieder aufgebaut, daneben entstanden 43 neue Kirchen. Im Jahr 1948 berief Döpfner den Baumeister Hans Schädel zum Leiter des Bischöflichen Bauamtes. Unter Schädel wurde als Erstes die St. Laurentius-Kirche in Würzburg/Heidingsfeld wiederaufgebaut. Es folgten die Kirchen von Kleinostheim und Stockstadt. Neu entstanden die Pfarrkirche St. Anton in Schweinfurt und die Dorfkirche in Frankenheim/Rhön, die Pfarrkirche von Niederwerrn. Wiederaufgebaut wurden die St. Kilian-Kirche in Schweinfurt, die Dreifaltigkeitskirche in Gemünden am Main, eine Kapelle in Eltmann und die Pfarr- und Klosterkirche St. Alfons in Würzburg. Erweitert wurden die Wallfahrtskirche in Hessenthal, die Pfarrkirche in Kleinheubach und die Kirche Zur Heiligen Familie in Würzburg-Heidingsfeld.
Unter Mitwirkung weiterer Architekten entstanden neue Kirchen wie St. Josef in Schweinfurt-Oberndorf (Fritz Lill aus Köln), St. Elisabeth in Würzburg-Zellerau (Michael Niedermeier aus Würzburg) und Maria Hilf in Schweinfurt (Peter Krammer aus Schweinfurt).
Alle wiederhergestellten und neuen Kirchen wurden von Döpfner persönlich eingeweiht. Besonders am Herzen lag ihm der Wiederaufbau des Würzburger Domes. Es entstand eine eigens eingesetzte Dombaukommission unter seinem Vorsitz. Dabei wollte er den Dom nicht als Museum neu eingerichtet wissen, sondern als Gotteshaus einer lebendigen Kirche und nahm damit unbewusst eine Auffassung des Zweiten Vatikanischen Konzils vorweg. Im gleichen Sinne wollte er in der Kirchengestaltung die Trennung zwischen dem die Liturgie ausführenden Priester und der unbeteiligten Gemeinde überwinden.

### Stärkung des Glaubens und Kontakt mit den Gläubigen
Döpfner meinte, erkannt zu haben, dass immer mehr Gläubige einer bewussten Entscheidung für den Glauben bedürften. Daraus ergab sich seiner Meinung nach die Notwendigkeit für die Kirche, sich stärker auf das Laienapostolat zu besinnen. Aus diesem Grund wurde auf ausdrücklichen Wunsch Döpfners am 27. September 1950 die Domschule Würzburg als Akademie für die Erwachsenenbildung der Diözese Würzburg gegründet. Die Domschule entwickelte sich zum Vorbild für viele weitere Bistümer. Laien sollten durch Vertiefung des Glaubenswissens zu Mitverantwortung und Mitarbeit angeregt werden. Das Programm der Domschule wurden von Döpfner persönlich gestaltet.
In gleichem Maße lag Döpfner die Priesterarbeit am Herzen. Aus diesem Grund hielt er mehrere – gut besuchte – Exerzitienkurse.
Ebenso förderte Döpfner die Jugendarbeit und unterstützte daher nach Kräften den Bund der Deutschen Katholischen Jugend BDKJ. Als im Jahr 1955 das Kloster Volkersberg in den Besitz des Bistums Würzburg kam, wurde es in ein Schulungs- und Bildungshaus für die katholische Jugend umgewandelt.
Döpfner suchte den direkten Kontakt mit den Menschen und predigte zu Sportlern, Arbeitern, Bauern und Winzern. In seiner Auseinandersetzung mit der sozialen Frage setzte er sich für den arbeitsfreien Sonntag und gegen Schwarzarbeit ein. Döpfner sprach sich, schon bevor er im Jahr 1953 Beauftragter der Fuldaer Bischofskonferenz für die Flüchtlinge und Vertriebenen wurde, für eine Verbesserung der Situation von Flüchtlingen und Vertriebenen aus.
Ebenso lag das zu Thüringen und damit zum damaligen DDR-Gebiet gehörende Dekanat Meiningen, das damals Teil des Bistums Würzburgs war, Döpfner am Herzen. Die politischen Verhältnisse erschwerten die Betreuung der dort lebenden Gläubigen. So berichtete bereits Döpfners Vorgänger Bischof Matthias Ehrenfried am 4. Februar 1948, dass sowohl Bewohnern als auch Priestern aus dem Dekanat Meiningen die Ausstellung eines Passes erschwert worden sei. Auch konnten nur unter schwierigsten Bedingungen neue Kirchen und Kapellen gebaut werden wie zum Beispiel in Lauscha und Camburg. Daneben entstanden in Döpfners Amtszeit als Bischof von Würzburg die neuen Pfarreien Bad Liebenstein, Camburg, Eisfeld, Gräfenthal, Römhild, Unterwellenborn und Wernshausen sowie die Kuratien Bettenhausen, Heldburg, Lauscha, Lehesten, Obermaßfeld, Schalkau, Themar und Wasungen. Wie Döpfner später in „Meine Fränkischen Jahre“ sagte, war es ihm besonders wichtig, schon in den ersten Wochen nach Amtsantritt die thüringische Diaspora zu besuchen. Während seines ersten Besuches vom 11. November 1948 bis 26. November 1948 – vier Wochen nach der Bischofsweihe – spendete er beispielsweise 1.100 Firmungen. Döpfner erinnerte sich später überaus gerne an diese Reise. Döpfner setzte diese Besuche auch während seiner gesamten Amtszeit fort. Wie er am 30. November 1955 dem Apostolischen Nuntius Aloysius Muench schrieb, belastete ihn die Situation mit Bespitzelung, Rationierung der Lebensmittel, Jugendweihe und der Schikanierung und Indoktrinierung der Menschen. Gleichzeitig bemerkte er das daraus entstehende Anwachsen des religiösen und gottesdienstlichen Lebens. Die Gläubigen spürten, dass Döpfner nicht nur eine Jurisdiktions-, sondern auch eine Schutzfunktion ausübte.

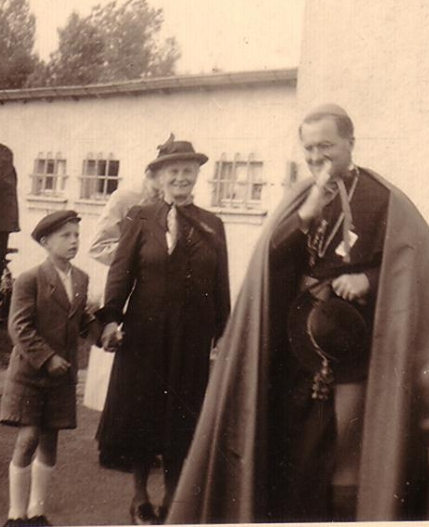
Bischof Döpfner beim 1. Unterfränkischen Katholikentag am 1./2. September 1951 in Aschaffenburg

Im Jahr 1951 wurden Katholikentage in Ochsenfurt und Schweinfurt veranstaltet. In Würzburg fand kein Katholikentag statt, da 1952 die 1200-Jahr-Feier der Wiederauffindung der Gebeine der Frankenapostel Kilian, Kolonat und Totnan durch Bischof Burkard bevorstand. Nach jedem der gut besuchten Katholikentage, für die hochrangige Redner gewonnen werden konnten, wurden Resolutionen in Bezug auf Ehe und Familie, gegen Ehescheidung und Abtreibung sowie für das private und öffentliche Zeigen von Familiensinn verabschiedet.
Aus Anlass des Kiliansjahres 1952 wurden im Jahr 1949 die Gebeine der Frankenapostel von Gerolzhofen, wo sie während des Zweiten Weltkrieges ausgelagert waren, wieder nach Würzburg zurückgebracht. Das Kiliansjubiläum gilt als einer der Höhepunkte in Döpfners Amtszeit als Bischof von Würzburg. Es wurde mit einem Pontifikalamt am ersten Pfingstfeiertag eröffnet, fand einen Höhepunkt in der St. Kiliansoktav und wurde am 12. Oktober 1952 mit dem Burkardusfest (am Sonntag vor Burkardi) beendet.
Mit dem Ziel, „ein lebendiges Diözesanbewusstsein zu vermitteln“, leitete Döpfner vom 11. bis zum 14. Oktober 1952 die Würzburger Diözesansynode. In einem Hirtenbrief zur Synode bezeichnete Döpfner das seelsorgerische Mühen des Priesters um dem heutigen Menschen als den einzig großen Beratungsgegenstand der Synode. Zu den Teilnehmern gehörten die Dekane der 38 Dekanate, die Professoren der Theologischen Fakultät, die Provinziale und Ordensoberen, die Würzburger Stadtpfarrer sowie die Religionslehrer und Jugendseelsorger. Erstmals waren an den Vorarbeiten zu einer Synode sachkundige Laien (zwölf Laien, unter ihnen zwei Frauen) beteiligt. Behandelt wurden beinahe alle Fragen und Probleme der modernen Seelsorge. Der Theologe Georg Langgärtner sah das Ergebnis der Synode „in der Bereitung des Bistums für das folgende Konzil und in der Befähigung, die Sturme der nachkonziliaren Jahre zu bestehen“. Weitere Inhalte waren eine neue Prüfungsordnung der Theologischen Fakultät für ein zeitgerechtes und zukunftsoffenes theologisches Curriculum, Beschlüsse zu Kirchenbauten und kirchlicher Kunst und Nächstenliebe als Mandatum magnum der Kirche.

### Der „Fall Ochsenfurt“
Überregionale Beachtung fand im Jahr 1953 der Fall Ochsenfurt. Für die Eröffnung und kirchliche Segnung der neuen Zuckerfabrik von Ochsenfurt am 28. Juni 1953 vereinbarte Döpfner traditionsgemäß, dass auf Grund der Mehrheit der katholischen Bevölkerung in der Region nur der Vertreter der katholischen Kirche die Segnung vornehmen sollte, und verweigerte, als er in Ochsenfurt von der geplanten Teilnahme des evangelischen Würzburger Dekans Wilhelm Schwinn (1905–1974) erfuhr, eine gemeinsame Zeremonie mit dem Dekan. Laut Erklärung des Bischöflichen Ordinariats Würzburg vom 28. Juni 1953 erfuhr Döpfner erst am Morgen der geplanten Zuckerfabrik-Weihe von der Teilnahme des evangelischen Dekans. Er kündigte an, im Falle einer Weihe durch Schwinn Ochsenfurt sofort zu verlassen. Nach Darstellung des Evangelisch-Lutherischen Dekanats hatte Döpfner das Programm bereits zwei Wochen vor der Weihe erhalten.
Der „Fall Ochsenfurt“ erfuhr eine hohe Aufmerksamkeit in der Presse. Die bayerische CSU befürchtete, Stimmen bei der Bundestagswahl 1953 zu verlieren und in Zukunft weniger evangelische Bundestagskandidaten aufstellen zu können. Nach der Intervention durch Bundespräsident Theodor Heuss schickte Bundeskanzler Konrad Adenauer den in heiklen diplomatischen Situationen erfahrenen Ministerialdirektor Hans Globke vom Bundeskanzleramt zur Unterredung mit Döpfner. Die Presse sah darin eine Bestätigung der politischen Wirkung des Vorfalls.
Döpfner selbst betonte in seinem Versöhnungsbrief an Schwinn, dass ihm eine Kränkung der evangelischen Christen, der evangelischen Kirche und damit auch Schwinns Person fern gelegen habe. Es schmerzte ihn, dass sein Handeln so aufgefasst wurde. Der Vorfall habe ihm die Notwendigkeit einer brüderlichen Begegnung bewusst gemacht.
Dem Kirchenhistoriker Klaus Wittstadt zufolge kann man nicht davon ausgehen, Döpfner sei gegen die Ökumene gewesen. Dies habe Döpfner mehrmals deutlich gemacht. Laut dem Theologen Karl Forster führte eine „unzulängliche Information“ zu einer peinlichen Situation, die leicht zu klären gewesen wäre. Wie Agathe Schwinn, die Tochter von Dekan Wilhelm Schwinn, im Jahr 2014 erklärte, habe ihr Vater nach einem kurzen Gespräch mit Döpfner erkannt, dass auf Grund der katholischen Mehrheit in der Bevölkerung die Weihe Döpfner vorbehalten gewesen sei und Schwinn eigentlich nicht hätte kommen dürfen. Sowohl vor dem Vorfall als auch danach verband beide Männer, so Agathe Schwinn, eine innige Freundschaft.
Auslöser des Zwischenfalls war ein schlichtes Kommunikationsproblem. Demnach hatte Dekan Schwinn bei der Grundsteinlegung für die Zuckerfabrik im Jahr 1951 in Zivil teilgenommen, was den interkonfessionellen Konventionen entsprach. Bei der Einweihung im Jahr 1953 hatte der Direktor der Zuckerfabrik dem katholischen Geistlichen von Ochsenfurt Josef Braun mitgeteilt, dass er für die Einweihung die gleiche Vorgehensweise wünschte, und war fälschlicherweise davon ausgegangen, dass seine Nachricht Dr. Holitz, den Organisator der Einweihung, erreichen würde. Dieser wiederum hatte anscheinend angenommen, der katholische und der evangelische Geistliche von Ochsenfurt hätten das diesbezügliche Vorgehen bereits von sich aus untereinander besprochen.
Wie der Domkapitular Theodor Kramer feststellte, haben die Wirkungen des Vorfalls Döpfner nie ganz losgelassen. Dies zeigt eine Schilderung des Vorfalls in „Meine Fränkischen Jahre“, wo Döpfner diesen kurz vor seinem Tod als schwerste Prüfung seiner fränkischen Jahre bezeichnete und betonte, dass sein Image nach dem Vorfall in keinster Weise seinen Intentionen entsprach. Am 8. Mai 1957 stellte er in einer schriftlichen Bemerkung gegenüber Papst Pius XII. erleichtert fest, dass die Reserve der evangelischen Christen ihm gegenüber deutlich zurückgegangen war.

## Bischof von Berlin (1957–1961)

Wappen Kardinal Döpfners als Bischof von Berlin

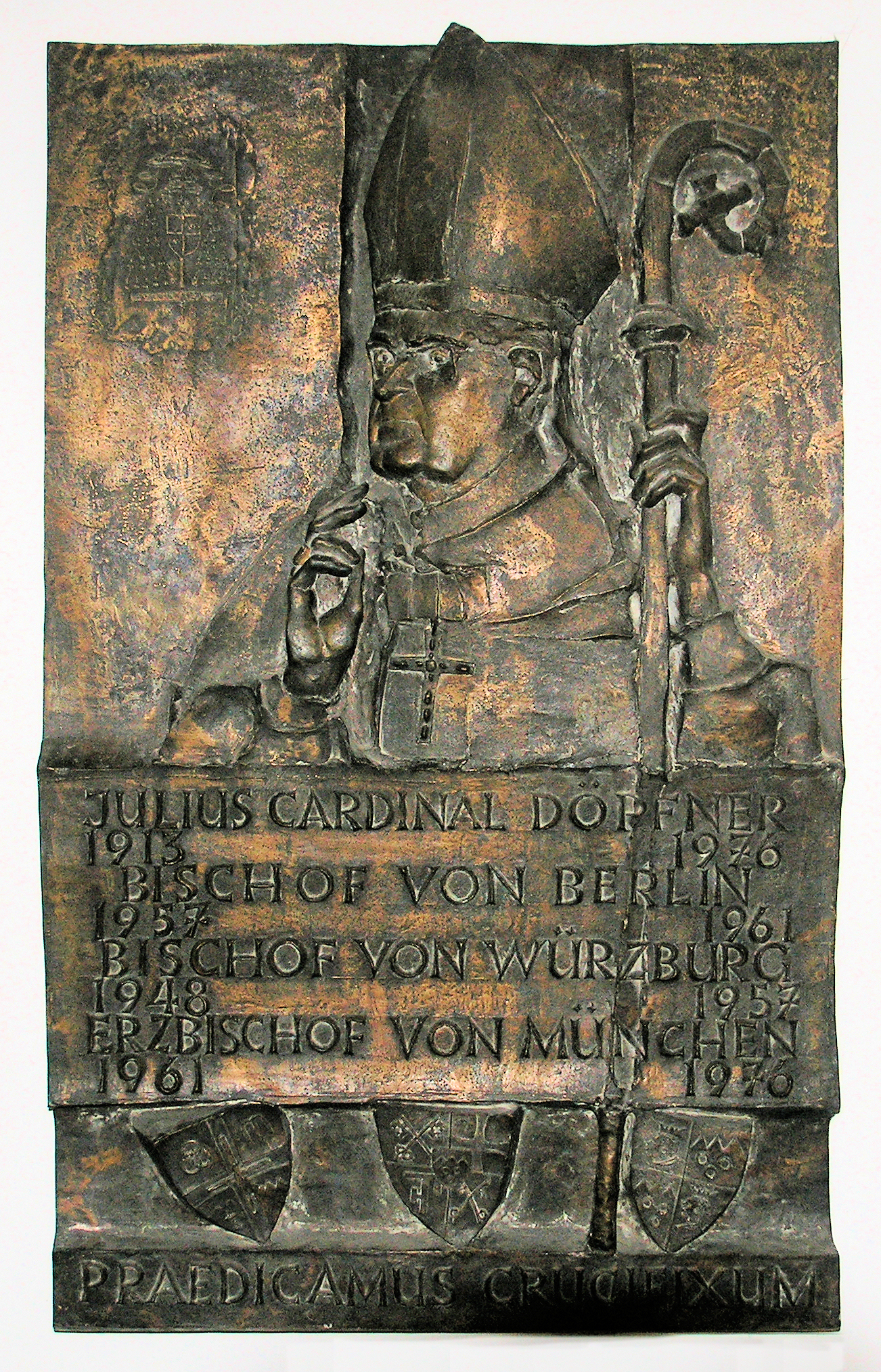
Gedenktafel in der St.-Hedwigs-Kathedrale

Am 15. Januar 1957 ernannte ihn Pius XII. zum Bischof von Berlin, am 10. März verabschiedete Döpfner sich schweren Herzens von Würzburg und am 25. März erfolgte seine Inthronisation in Berlin.

### Ökumene
Während seiner Amtszeit als Bischof von Berlin bemühte sich Döpfner um die Ökumene und konnte entsprechende Bedenken, die seit dem „Fall Ochsenfurt“ gegen ihn bestanden, erfolgreich zerstreuen. In diesem Zusammenhang baute er einen intensiven und erfolgreichen Kontakt mit Otto Dibelius, dem evangelischen Bischof von Berlin, auf. Beide Männer teilten die gleiche Einschätzung zur politischen Lage. In diesem Sinne nahm Döpfner auch öffentlich Stellung zu Dibelius’ regimefeindlicher „Obrigkeitsschrift“, dass der Christ bei Forderungen, die gegen das christliche Gewissen gehen, Gott mehr als dem Menschen gehorchen soll.

### DDR-Regierung
Intern hegten die DDR-Behörden bereits im Vorfeld der Inthronisation Bedenken gegen Döpfner, da das Bistum Würzburg der Teilhaber des sozialismuskritischen Würzburger Echter Verlages war und weil Döpfner als Beauftragter für die Flüchtlingsseelsorge eng mit der Ostpriesterschaft zusammenarbeitete.
Döpfners kritische Einstellung hatte auch Bedeutung in seiner Funktion als Vorsitzender der Berliner Ordinarienkonferenz (BOK), die im Jahr 1950 als Zusammenschluss katholischer Bischöfe, Weihbischöfe und Jurisdiktionsträgern gegen den antikirchlichen Kurs der DDR-Regierung gegründet worden war. Walter Ulbricht setzte seinen antikirchlichen Kurs vor allem mit der Berufung des regimekonformen Werner Eggerath zum Staatssekretär für Kirchenfragen am 21. Februar 1957. Ein Treffen Döpfners mit DDR-Ministerpräsident Otto Grotewohl am 28. März 1957 brachte keine Annäherung.
Im sogenannten „Döpfner-Erlass“ vom 26. November 1957 betont Döpfner die Rolle des BOK-Vorsitzenden als alleinigen Gesprächspartner mit den DDR-Behörden und dass alles vermieden werden müsse, was zu einer Spaltung der katholischen Kirche in Deutschland führen könne. Obwohl die DDR ihren Kurs fortsetzte, kam für Döpfner eine Vereinbarung, wie sie die evangelische Kirche mit der DDR-Regierung geschlossen hatte, nicht in Frage; stattdessen hielt er an seinen Minimalforderungen wie der Erleichterung des Religionsunterrichtes oder der Beendigung der staatlichen Propaganda gegen die katholische Kirche fest.
Zu einem Eklat kam es, als Döpfner in einem Fastenhirtenbrief in der Ausgabe des St. Hedwigblattes vom 25. Januar 1958 beklagte, dass Eltern die Erziehungsarbeit an ihren Kindern allzu sehr an andere Institutionen wie Schule und Kirche delegierten. Die SED verstand dies als Kritik an den Verhältnissen in der DDR und verbot das St. Hedwigsblatt. Es durfte erst wieder erscheinen, als es einen Brief von Fritz Beyling, dem Leiter des Presseamtes beim Ministerpräsidenten der DDR, abdruckte, in dem dieser Döpfners Ausführungen zurückwies. Seit Mitte Mai 1958 wurde Döpfner die Einreise in die DDR-Gebiete außerhalb Berlins verweigert.
Nach dem Tod des Vorsitzenden der CDU in der DDR Otto Nuschke, der sich für eine Normalisierung der Beziehungen zwischen Kirche und DDR-Regierung eingesetzt hatte, hatte die DDR-Regierung leichteres Spiel. Im Zusammenhang mit dem „Lange-Erlass“ vom 12. Februar 1958 wurde der Religionsunterricht aus den Schulen verdrängt; im Gegenzug bekam die Jugendweihe stärkere Bedeutung. Als Reaktion auf das Religionsunterrichts-Verbot initiierte Döpfner den BOK-Beschluss vom Juli 1958, mit allen Mittel die Befähigung der Eltern zur eigenen Glaubensunterweisung ihrer Kinder zu fördern.
Döpfner selbst bemerkte in einem BOK-Bericht über die Zeit von Mitte April bis Ende Juni 1958 sowie in einem Hirtenbrief vom 4. Mai 1958 einerseits eine verschärfte politische Lage, andererseits aber auch eine steigende Beteiligung der Gläubigen an Jugendbekenntnistagen, Fronleichnamsprozessionen sowie Gottesdiensten und Sakramentsempfang.
Unter dem Eindruck der politischen Verhältnisse in seinem Bistum reagierte Döpfner zunächst mit Sorge auf die Entscheidung, dass der Katholikentag vom 13. bis 18. August 1958 in Berlin stattfinden sollte, widmete sich aber trotzdem voller Elan dieser Aufgabe. Der Leitgedanke seiner Ansprachen und Predigten während des Kirchentages, an dem trotz aller Schwierigkeiten etwa 60.000 Katholiken aus der DDR teilnahmen, war die verbindende Gemeinschaft der Gläubigen im Glauben und mit Jesus Christus. Die DDR-Behörden sahen im christlichen Gemeinschaftsgefühl der katholischen Gläubigen eine Bedrohung ihres sozialistischen Gedankens, was sie zu einem verstärkten antikirchlichen Kurs veranlasste. Döpfner selbst setzte seine Gedanken des Katholikentages fort, indem er die Pläne seines Vorgängers Wilhelm Weskamm zum Bau einer Kirche umsetzte und in der Nähe des Plötzensees das Gotteshaus „Maria Regina Martyrum“ zum Gedächtnis der Blutzeugen für die Glaubens- und Gewissensfreiheit 1933–1945 errichten ließ. Am 12. November 1960 legte Döpfner den Grundstein, am 4. Mai 1963 weihte er die Kirche.
Döpfner wurde bewusst, dass er wegen seiner Isolierung in Berlin sowie der Isolierung der ostdeutschen Anteile der westdeutschen Bistümer seinen Wohnsitz nach Ost-Berlin verlegen müsse. Auch Bischof Otto Spülbeck von Meißen hatte dies schon intern im März 1959 gefordert. Döpfner schlug Nuntius Aloysius Muench die Errichtung von Apostolischen Administraturen für den Fall einer sich verstärkenden Isolierung der ostdeutschen Bistumsanteile und erneut seinen Wohnsitzwechsel nach Ost-Berlin vor. Der Nuntius äußerte schwere Bedenken gegen den Vorschlag. Stattdessen wurde am 4. Mai 1959 Alfred Bengsch zum Weihbischof in Berlin mit Wohnsitz im Ostteil der Stadt ernannt. Diese Lösung hatte für Döpfner jedoch nur vorübergehenden Charakter. In einem umfangreichen Bericht an Kardinalstaatssekretär Domenico Tardini vom 27. Mai 1959 bestand er auf seinem Vorschlag eines Wohnsitzwechsels nach Ost-Berlin. Andernfalls könne er bei einer Weiterentwicklung der Isolation seine Funktion als BOK-Vorsitzender nicht mehr ausüben; auch würde die DDR ihn nicht mehr als Verhandlungspartner ansehen. Die Situation verschärfte sich, als Bengsch in seiner Wohnung ein Abhörgerät entdeckte und ein „Kriminalbeamter“ ihm mitteilte, der DDR-Staat würde noch lange weiter bestehen und Döpfner habe auf Grund seines Hirtenbriefes selber Schuld. Laut dem Historiker Bernd Schäfer begann nun die Situation für die katholische Kirche brüchig zu werden, da die staatlichen DDR-Organe nicht nur Proteste der Kirche ignorierten, sondern auch ihren Kurs ungerührt verschärften. Bischof Piontek außerte am 7. April 1959, dass, wenn man einem übermächtigen Gegner ausgeliefert sei, es klüger sei, zu gegebener Zeit zu schweigen. Im Juni 1961 ließ Döpfner ein Schreiben an Otto Grotewohl entwerfen, in dem es hieß, dass er keine gemeinsame Grundlage von sozialistischem und christlichem Humanismus sehe; solange die DDR ihren materialistischen Kurs fortsetze, sei eine Normalisierung im Verhältnis beider Seiten unmöglich. Bischof Spülbeck lehnte den Entwurf ab; die DDR-Behörden könnten sich in Zukunft taub stellen, die Situation sich insgesamt verschärfen. Auf der BOK-Konferenz von 1961 wurde die Entscheidung vertagt. Döpfner konnte nicht mehr mit der uneingeschränkten Unterstützung seiner Bischofskollegen rechnen. Zwei Tage nach der Vertagung wurde er von Papst Johannes XXIII. zum Erzbischof von München und Freising ernannt.
In Folge seiner Kritik an der herrschenden Regierung war Döpfner Repressalien ausgesetzt, unter anderem indem er von der Stasi bespitzelt wurde und die Gläubigen im Ostteil der Stadt nicht mehr besuchen durfte.

### Versöhnung mit Polen
Mit seiner „Berliner Hedwigspredigt“ vom 16. Oktober 1960 begründete Döpfner seine Anstrengungen für eine Aussöhnung mit Polen nach dem Zweiten Weltkrieg. Döpfner geht hier auf das beschämende Unrecht ein, das das polnische Volk erleiden musste, und fordert, das deutsche Volk dürfe nicht die Augen verschließen und niemals vergessen, welches Unrecht zu sühnen sei. Im gleichen Sinne bezog Döpfner das Unrecht der Vertreibung nach 1945 mit ein. Döpfner schloss Krieg zur Neuordnung des Verhältnisses beider Staaten von vornherein aus und betonte seinen Willen zum Frieden.
Diese Predigt besänftigte die Befürchtungen von polnischer Seite, die sich unter anderem in den Vorbehalten des Warschauer Erzbischofs Stefan Wyszyński äußerten, die dieser kurz zuvor in seiner Predigt vom 17. August 1960 in der Marienburger Georgskirche gegen Bundeskanzler Konrad Adenauer vorgebracht hatte.
Die Wochenzeitung der polnischen Kommunisten „Polityka“ begrüßte am 29. Oktober 1960 Döpfners Predigt, verlangte aber, den Worten Taten folgen zu lassen. Auch die repräsentative Zeitung der polnischen Katholiken „Tygodnik Powszechny“ sah in Döpfners Worten eine Grundlage für eine wirkliche Versöhnung. Ebenso fand Döpfners Predigt Zustimmung bei Weihbischof Ernst Tewes, bei der „Times“, bei der „Daily Telegraph“ und beim Bonner Staatssekretär Peter Paul Nahm. Gleichzeitig zeigte Döpfner sich, wie er am 26. November 1960 an Georg Graf Henckel von Donnersmarck schrieb, über einige Stimmen erschrocken, die vom Nationalismus einiger Deutscher zeugten.
Döpfner führte seinen Willen zur Versöhnung zwischen Deutschland und Polen auch später aus, wie zum Beispiel in seiner Weihnachtsansprache vom 25. Dezember 1965 oder seinem Glückwunschtelegramm vom 3. Mai 1966 an Kardinal Wyszyński anlässlich der Tausendjahrfeier der Christianisierung Polens, woraufhin dieser die von der polnischen Regierung vorgegebene Parole „Wir vergeben nicht“ mit einem „Wir vergeben“ beantwortete.
Ebenso befürwortete Döpfner den Warschauer Vertrag von 1970. Auf einer Polenreise im Oktober 1973 traf Döpfner mit zahlreichen polnischen Bischöfen zusammen.

### Ernennung zum Kardinal
Im Jahr 1958 erfolgte Döpfners Erhebung zum Kardinalpriester durch Papst Johannes XXIII. mit der Titelkirche Santa Maria della Scala in Trastevere.
Döpfner, der von seiner Kardinalsernennung erfuhr, als er während eines Empfangs bei Papst Johannes XXIII. für die deutschen Gäste dolmetschte, deutete die Ernennung eher als Würde für die Stadt Berlin und ihren Kampf gegen die politischen Verhältnisse statt für seine Person. In der mehrheitlichen Wahrnehmung der Öffentlichkeit galt die Kardinalsernennung dagegen durchaus als Ehrung seiner Person und seines Eintretens gegen die DDR-Regierung.
Damit war der seinerzeit 45 Jahre alte Döpfner der jüngste Kardinal der katholischen Kirche. Das Geheime Konsistorium zur Amtseinführung fand am 15. Dezember 1958, das Öffentliche Konsistorium am 18. Dezember 1958 statt. Döpfner nutzte seine Kardinalsernennung, um weiterhin auf die ernste Situation in seiner Berliner Diözese hinzuweisen, als er beispielsweise bei Erzbischof Antonio Samorè im Staatssekretariat anregte, Papst Johannes XXIII. möge in seiner Weihnachtsansprache die hohe Bedeutung der Menschenrechte erneut unterstreichen; Priester und Gläubige hinter dem Eisernen Vorhang sollten um die Unterstützung durch die Kirche wissen.

### Weggang aus Berlin
Döpfner fühlte sich seiner Gemeinde verbunden sowie verpflichtet, ihr in der schweren politischen Zeit beizustehen. So widersetzte er sich zunächst der Weisung von Papst Johannes XXIII., sich als neuer Erzbischof nach München versetzen zu lassen. Trotz mehrfacher Einwände seitens Döpfners u. a. bei dem Substituten im Staatssekretariat Angelo Dell’Acqua, Kardinalstaatssekretär Domenico Tardini – die vorgaben, es käme nicht zum Wechsel nach München –, dem päpstlichen Nuntius in der Bundesrepublik Deutschland Corrado Bafile und schließlich in einer Privataudienz bei Johannes XXIII. am 15. Juni 1961 beharrte der Papst in einem Handschreiben vom 22. Juni 1961 auf seiner Entscheidung.
Döpfners Weggang war überschattet von der sich zuspitzenden Berlin-Krise und dem Bau der Berliner Mauer. Infolgedessen musste Döpfner seinen Abschiedsgottesdienst am 20. August 1961 in Westberlin halten. Sein Nachfolger als Bischof sowie als BOK-Vorsitzender wurde Alfred Bengsch, der seinen Schwerpunkt von der öffentlichen politischen Äußerung auf die seelsorgerischen Aufgaben der Kirche in der DDR verlegte.
Über die Gründe für Döpfners Weggang aus Berlin gibt es verschiedene Spekulationen. Einerseits könnte der Grund Döpfners kompromisslose Haltung gegenüber der DDR-Regierung gewesen sein. Es wäre aber auch möglich, dass Papst Johannes XXIII., der eine hohe Meinung von Döpfner hatte, den vakant gewordenen Bischofsposten in München und Freising mit dem fähigsten Bischof seiner Zeit besetzen wollte. Laut dem Berliner Bürgermeister Franz Amrehn wollte der Papst die Verlegung des Bischofssitzes nach Ost-Berlin ermöglichen und ferner Döpfners Fähigkeiten nicht auf dem Vorposten West-Berlin verschwenden.
Döpfners Weggang wurde von vielen Stellen wie beispielsweise auch der jüdischen Gemeinde und dem Berliner Senat bedauert. Betont wurden seine Standhaftigkeit gegenüber der DDR-Regierung sowie sein Wunsch zur Versöhnung mit Polen. Lediglich die DDR-Presse nannte Döpfner „einen kalten Krieger“; eine „weitsichtige Persönlichkeit im Vatikan“ habe die Gefahren erkannt, die von Döpfner für die katholische Kirche in Deutschland ausgingen.

## Zweites Vatikanisches Konzil

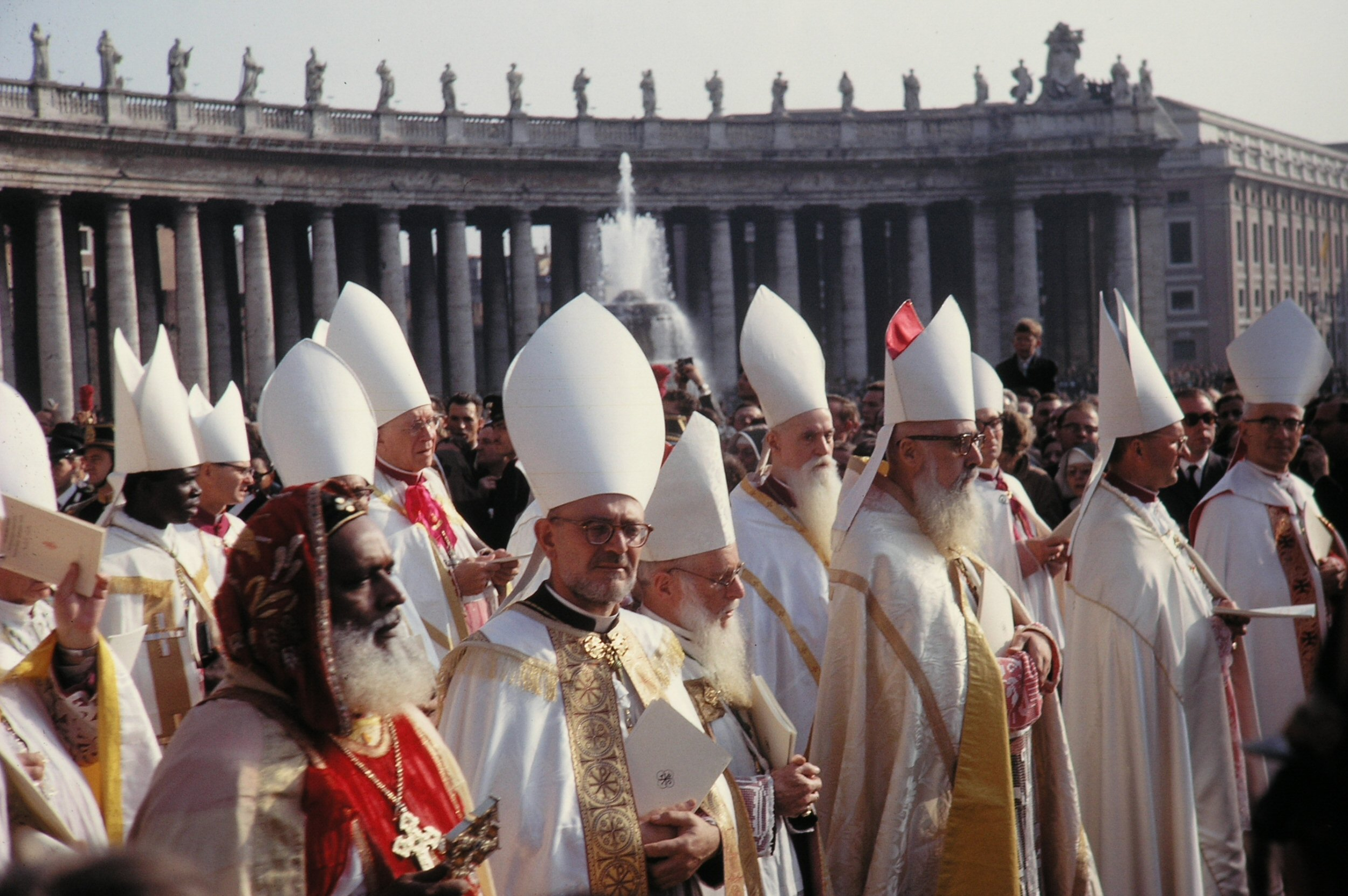
Eröffnung des Zweiten Vatikanischen Konzils

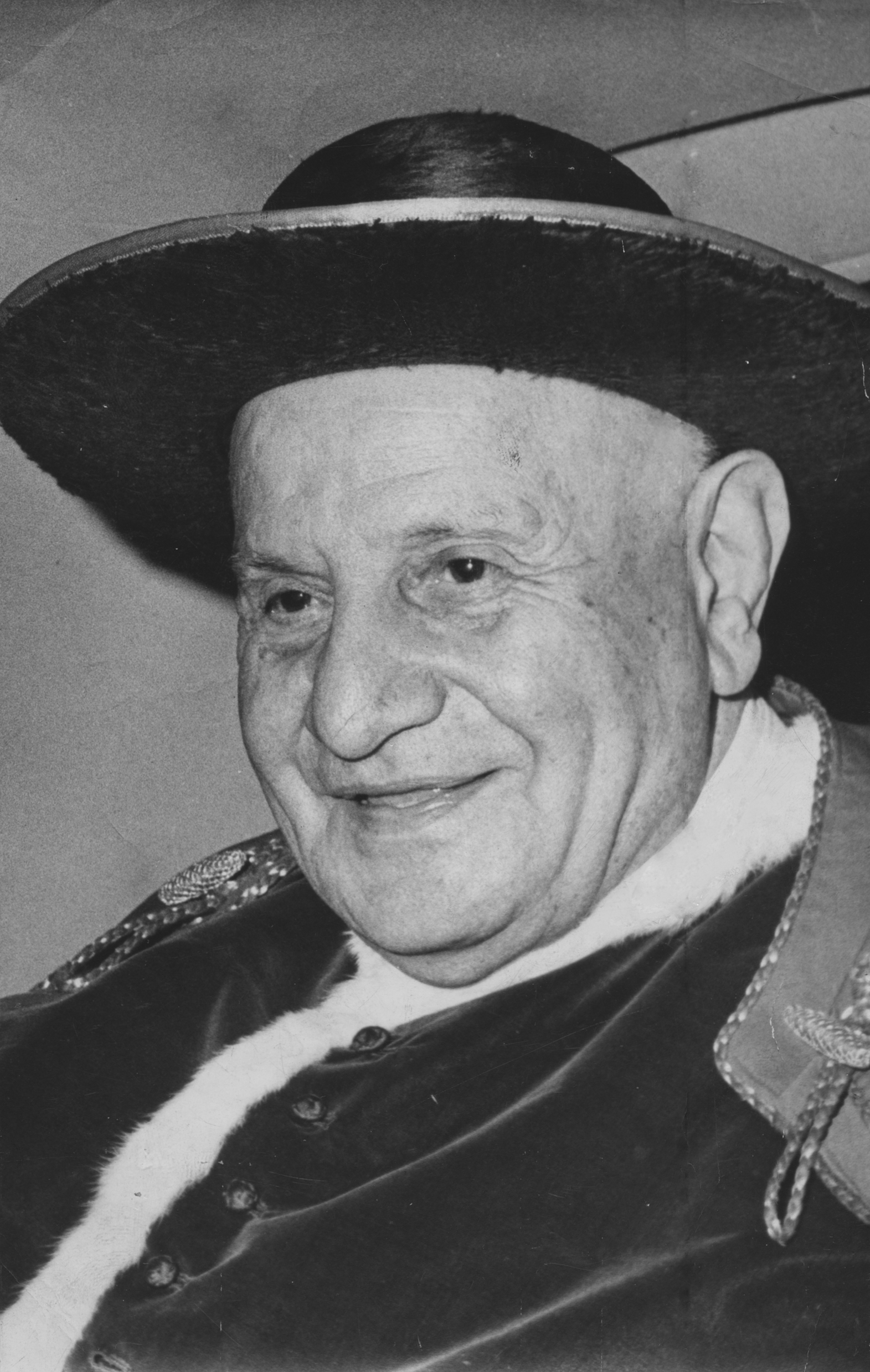
Papst Johannes XXIII.

### Consilia et Vota
Am 25. Januar 1959 kündigte Papst Johannes XXIII. die Durchführung eines Konzils an. Der Kirchenhistoriker Klaus Wittstadt stimmt mit Karl Forster darin überein, dass Döpfner einen großen Anteil an Verlauf und Inhalt des Konzils hatte. Papst Johannes XXIII. berief am 17. Mai 1959 eine Vor-Vorbereitungskommission ein, um Vorschläge von diversen katholischen Instanzen einzuholen. Döpfners Antwort Consilia et Vota (lat.: Ratschläge und Empfehlungen) vom 6. November 1959 gehört laut Wittstadt „zu den umfangreichsten, am besten vorbereiteten und theologisch reifsten“ Vorschlägen.
Für Consilia et Vota gaben die Theologen Hans Urs von Balthasar, Otto Karrer, Pater Paul Mianecki SJ und Herbert Roth SJ unterstützende Gutachten ab. Grundlegende Anliegen der Consilia et Vota waren eine Konzentration auf das Wesentliche und die Klärung von Grundfragen, eine zeitgemäße Dogmenentwicklung und Gestaltung des Kirchenrechts, die Frage nach dem Menschen, die Situation der Laien und die Ökumene. Das Konzil sollte u. a. das christliche Volk sittlich erneuern und die kirchliche Disziplin den Anforderungen der Zeit anpassen. Die Vorlage enthält bereits die bestimmenden Inhalte des Konzils. Consilia et vota sollte die erforderlichen Mittel für die aktuelle Anpassung der kirchlichen Lehraussagen darlegen. Es sollte verstärkt darauf eingegangen werden, warum Welt und Menschen sich von der Religion abwenden. Als Ziel beschrieb Döpfner eine Verkündigung der Menschenwürde durch die Kirche und eine Magna Charta der Menschenrechte. Die deutschen Bischöfe übernahmen einige von Döpfners Ideen in ihre allgemeine Stellungnahme vom 27. April 1960.

### Die zentrale Vorbereitungskommission
Im Motu proprio „Superno Dei“ von Pfingsten 1960 legte Papst Johannes XXIII. die eigentlichen Vorbereitungsgremien fest. Döpfner wurde am 24. Dezember 1960 in die zentrale Vorbereitungskommission berufen. In seiner letzten Sitzung als BOK-Präsident am 12. und 13. Juli 1961 informierte Döpfner über die Konzilsvorbereitungen. So sollte das Konzil offene antikommunistische Angriffe vermeiden (sich aber gleichwohl mit dem Kommunismus beschäftigen), ein positives katholisches Menschenbild vermitteln und ein Signal auch an nicht-christliche Menschen aussenden.
Die deutschen Vertreter in der Zentralen Vorbereitungskommission waren neben Döpfner die Kardinäle Joseph Frings, Alfred Bengsch sowie Augustin Bea. Für die erste Sitzungsperiode wählte Döpfner Joseph Pascher als seinen theologischen Berater. Döpfners Konzilssekretär wurde Gerhard Gruber.
Bis zum Frühsommer 1961 erarbeiteten Vorbereitungskommissionen Schemata aus den aus aller Welt gesammelten Vorschlägen von Bischöfen, Ordensoberen und Katholischen Universitäten. Diese Schemata wurden in der zentralen Vorbereitungskommission erörtert, die im Nachhinein als „Konzil im Kleinen“ beziehungsweise „Konzil vor dem Konzil“ gilt.
In der ersten Sitzungsperiode vom 12. bis 20. Juni 1961 betonte Döpfner die Bedeutung der Exegese und der Laien. In der zweiten Sitzungsperiode vom 7. bis 17. November 1961 sprach sich Döpfner für die Zulassung von nichtkatholischen Konzilsbeobachtern aus.
Zwischen Januar und März 1962 suchte Döpfner für das Konzil nach einem Konzilstheologen. Sein Favorit hierfür war Karl Rahner. Diverse Gründe, zum Beispiel unterschiedliche Schwerpunkte der einzelnen Theologen, veranlassten Döpfner, einem Ratschlag von Pascher gemäß ein Netzwerk an Konzilstheologen aufzubauen.

### Das Konzil

#### Erste Sitzungsperiode
Am 11. Oktober 1962 wurde das Zweite Vatikanische Konzil eröffnet. Wie Klaus Wittstadt beschreibt, bildeten sich zwei bis ins Konzil bestehende Gruppen, von denen sich die eine der Kurie verpflichtet sah und die andere pastoral geprägt war. Papst Johannes XXIII. selbst vertrat in einer Radioansprache vom 11. September 1962 sowie in seiner Konzileröffnungsrede Gaudet Mater Ecclesia vom 11. Oktober 1962 Döpfners Position.
Bereits in dieser Anfangsphase bemühte sich Döpfner in Zusammenarbeit mit dem Kirchenhistoriker Hubert Jedin um Änderungen in der Geschäftsordnung für einen strafferen Konzilsverlauf. So sollte es beispielsweise möglich sein, bei Bedarf auch eine gänzlich neue Textvorlage einzubringen oder, bevor eine Diskussion allzu sehr ausuferte, diese rechtzeitig zu beenden.
Nach der kontroversen Diskussion des Offenbarungsschemas  De fontibus revelationis nutzte Döpfner die Entspannungsphase der folgenden, vergleichsweise einfachen Schema-Debatten, um die Konzilsarbeiten zu verbessern sowie die Geschäftsordnung zu modifizieren; so sollte nun auch ein Abbruch der Generaldebatte möglich sein, der Stoff reduziert sowie ein Koordinierungsgremium für die Intersessio eingerichtet werden.

#### Die Koordinierungskommission in der Intersessio
Mit der Anpassung der Geschäftsordnung und der Einrichtung der Koordinierungskommission entsprach Papst Johannes XXIII. den Anliegen vieler Konzilsväter. Stephan Mokry spricht in diesen beiden Punkten Döpfner einen großen Einfluss zu. Ebenso stimmt Mokry mit dem Kirchenhistoriker Giuseppe Alberigo darin überein, dass die Koordinierungskommission dem Zweck diente, den Einfluss der Kurie – und insbesondere Ottavianis – zu zähmen. In seinem Dankesschreiben an Papst Johannes XXIII. für die Einrichtung der Kommission riet er beispielsweise von einer zu langen Dauer des Konzils und damit einer zu langen Trennung der Ortsbischöfe von ihren Kirchen ab; weniger wichtige Themen könne man nachkonziliaren Kommissionen überlassen.
Kardinalstaatssekretär Amleto Giovanni Cicognani gab der Koordinierungskommission bewusst den Arbeitsauftrag, keine neuen Texte zu entwerfen, sondern bestehende zu verbessern oder bei Bedarf zu verwerfen. Im Hinblick auf die nachkonziliare Arbeit war es Döpfners Bestreben, seine Überzeugungen und Grundaussagen in den Konzilstexten zu fixieren, um das bisher Erreichte nach Möglichkeit zu bewahren. Die Koordinierungskommission widmete sich schließlich dem Ordensschema, dem Offenbarungsschema, dem Schema De deposito fidei und dem Schema über Keuschheit, Jungfräulichkeit, Ehe und Familie und dem Kirchenschema (bei dem Döpfner sich erst spät in die erwartungsgemäß lebhafte Diskussion einschaltete). Beim Kirchenschema zeigte sich, dass Döpfner und Suenens einer Meinung waren.
Am vierten Sitzungstag am 24. Januar 1963 empfing Papst Johannes XXIII. Döpfner und Suenens zu Kardinalsaudienzen und bezeichnete beide als wichtige und starke Säulen der Kirche Döpfner trat für ein Konzilsende im Januar 1963, einen Beginn mit dem Kirchenschema und die Entfaltung der Lehre vom Bischofsamt sowie die Möglichkeit, ein Schema komplett abzulehnen, ein. Ferner sprach Döpfner die Themen des ständig verheirateten Diakonats, der Mischehen und den Zölibat an. Er warnte vor einer „rigorosen Behandlung“ durch das Konzil.

#### DerDöpfnerplan

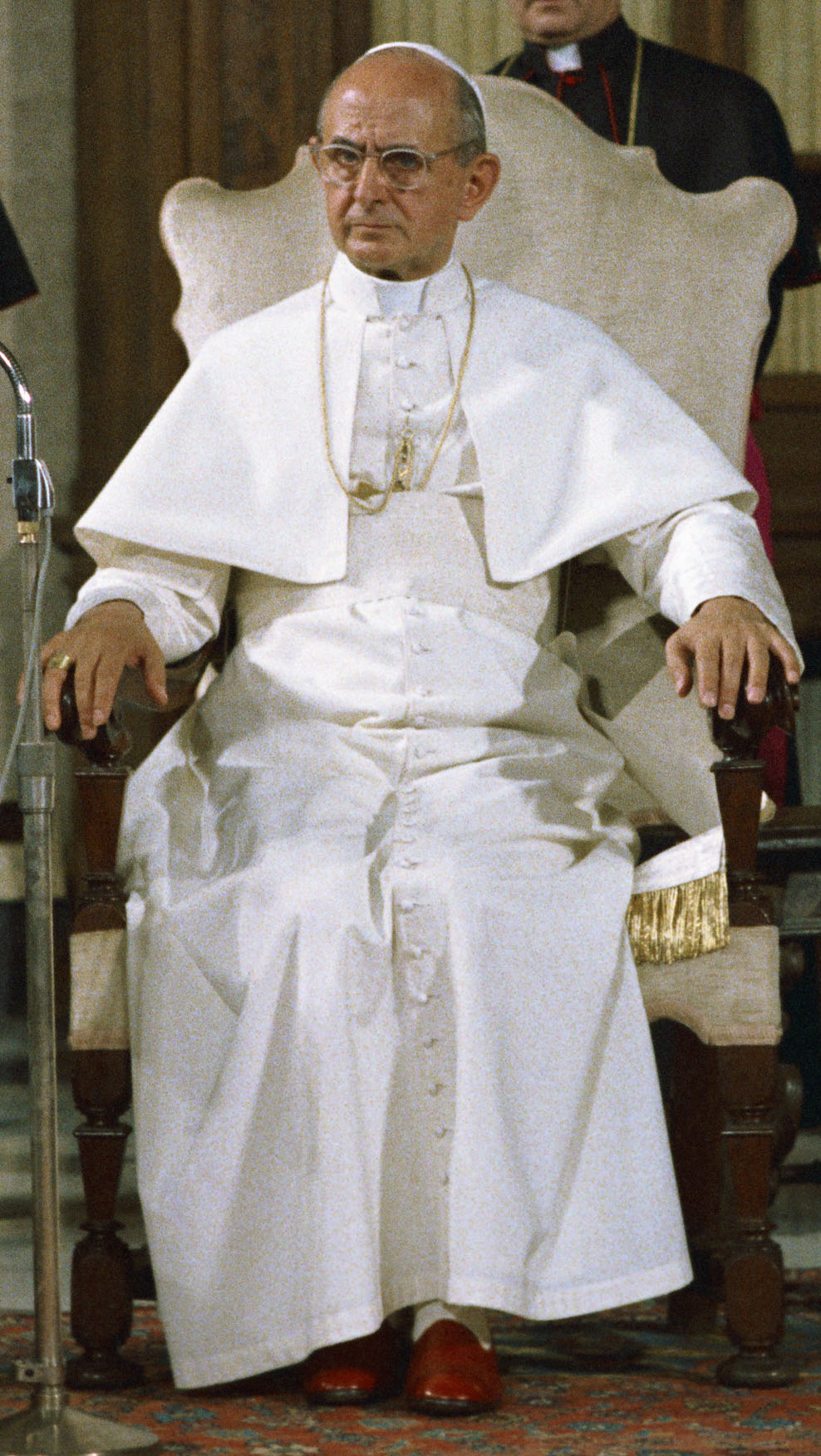
Papst Paul VI. (1970)

Nach dem Tod von Papst Johannes XXIII. am 3. Juni 1963 wurde im Konklave 1963, zu dessen Teilnehmern Kardinal Döpfner gehörte, Kardinal Giovanni Battista Montini als Paul VI. zum neuen Papst gewählt. Noch am Tag seiner Krönung am 30. Juni 1963 beauftragte Paul VI. Döpfner in einer Privataudienz mit einem Gutachten über die Weiterarbeit des Konzils.
In diesem später als Döpfnerplan bekannt gewordenen Gutachten begrüßte Döpfner die Fortführung der Linie des verstorbenen Johannes XXIII. durch den neuen Papst. Weiterhin betonte Döpfner die Bedeutung einer festen und klaren Kirchenführung unter anderem auch im Hinblick auf den Kommunismus. Zudem ging Döpfner beispielsweise auf die Kontinuität des Konzils, die Erneuerung der Kirche und die Ökumene ein. Da die Welt immer mehr zusammenwachse, sollten Fragen behandelt werden, die alle Völker betreffen. Döpfner drückte den Wunsch aus, Paul VI. möge die zurückhaltende Linie seines Vorgängers fortsetzen. Sollte der Papst eingreifen müssen, möge er dies in enger Verbindung mit dem Bischofskollegium tun. Es folgten organisatorische Vorschläge für einen besseren und strafferen Konzilsablauf. Ferner wünschte er auch die Berufung sachkundiger Laien als Periti zum Konzil.
Auch wenn nicht alle Details des Döpfnerplans umgesetzt werden konnten, waren Döpfners Vorschläge von enormer Bedeutung. Neben seinem Konzilsplan legte Döpfner am 19. Juli 1963 seine Überlegungen zur Papstkrönung dar. Für die Krönungsfeier empfahl er Änderungen bei Formulierungen wie „Vater der Könige und Fürsten“ oder „Lenker der Welt“, die seiner Meinung nach in das hohe Mittelalter zurückverwiesen. Auch empfahl er einen Verzicht auf die Tiara. Möglicherweise war es Döpfners Einfluss, als Paul VI. die Tiara verkaufte und den Erlös unter den Armen verteilen ließ.

#### Döpfner als Moderator des Konzils
Im Jahr 1963 wurde Döpfner von Papst Paul VI. neben den Kardinälen Krikor Bedros XV. Agagianian, Giacomo Lercaro und Léon-Joseph Suenens zum Moderator des Konzils bestellt. Neben der rein organisatorischen Leitung des Konzils hatten die vier Kardinäle eine führende Funktion beim theologischen und geistigen Inhalt des Konzils inne. In den 36 von Döpfner moderierten Generalkongregationen setzte Döpfner konsequent seine Forderung nach einer straffen Ausführung des Konzils durch. In seinen eigenen Aufzeichnungen zum Konzil sah Döpfner am 30. September 1963 seinen Kurs in der inhaltlichen Position von Paul VI. bestätigt. Dem Papst zufolge sollte die zweite Sitzungsrunde Aspekte wie die Erneuerung der Kirche und das Verhältnis zu Nichtkatholiken behandeln.

#### Zweite Sitzungsperiode
Nach der Wahl von Papst Paul VI. wurde das Konzil mit der Diskussion über das nach dem Gutachten von Jedin und Hirschmann überarbeiteten Kirchenschema De ecclesia fortgesetzt. In diesem Zusammenhang ging Döpfner auf die Themen ständig verheiratetes Diakonat, Umstrukturierung des Ordenswesens in Zusammenhang mit den drei evangelischen Räten Armut, Keuschheit und Gehorsam und das Bischofsschema De episcopis ein.

#### Dritte Sitzungsperiode
In der dritten Sitzungsperiode wurden die Aufnahme eines Marienakapitels in das Kirchenschema „De ecclesia“, das Offenbarungsschema „De fontibus relevationis“ sowie die Pastoralkonstitution „Gaudium et spes“ behandelt.
In seiner Intervention zum Ordensschema trat Döpfners für eine Erneuerung des spirituellen Lebens und eine Berücksichtigung der modernen Zeitumstände ein und sprach die Verwirklichung des Armutsgelübdes an. Die Orden sollten sich nicht vor der Welt verschließen. Döpfners Bemühungen für das Schema, das er in der Koordinierungskommission zu betreuen hatte, zeigten nur begrenzte Wirkung.
Um die sich abzeichnende Entwicklung der Priesterausbildung zu einem in sich abgeschlossenen Mikrokosmos zu verhindern, widmete sich Döpfner dem Schema zur Priesterausbildung. Als Basis für seine Intervention in der 122. Generalkongregation am 14. November 1964 nahm Döpfner eine kondensierte Fassung des Entwurfs von Wulf, bei der es um die Frage nach der Weckung und Förderung von Priesterberufungen, um die Familie als Grundlage für die Weckung von Priesterberufungen, um die Berücksichtigung wissenschaftlicher Erkenntnisse bei der Priesterausbildung und um eine bessere Vorbereitung der Priesteraspiranten auf den Dialog mit der Welt ging.
Zum Thema der Ehe als Keimzelle der christlichen Gesellschaftsordnung am Ende der dritten Sitzungsperiode konnte Döpfner in seiner Intervention Erfahrungen aus seiner Zeit als Bischof in Würzburg und Berlin einbringen. In seiner am 20. November 1964 gekürzt vorgetragenen Intervention betonte Döpfner die Notwendigkeit eines liberaleren Umgangs in der Mischehenfrage. Dies deutet auf einen Wandlungsprozess bei Döpfner hin, nachdem dieser zehn Jahre zuvor in seiner Zeit als Würzburger Bischof die konfessionelle Durchmischung und damit auch die Mischehe als größte Gefahr für die katholische Kirche betrachtet hatte.

#### Vierte Sitzungsperiode
Zu Beginn der vierten Konzilsperiode wurde die Diskussion um die Pastoralkonstitution Gaudium et spes fortgesetzt.
Döpfners letzte Konzilsintervention in der 150. Generalkongregation am 15. Oktober 1965 zum Dekretschema über Leben und Dienst der Priester betonte unter anderem die Wahrnehmung der modernen Welt, die Frage des Zölibats – welches einer ausreichenden Zahl von Männern, so der Text, als Geschenk Gottes zugutekommen würde – und das Weltverhältnis der Priester. In seiner Intervention ließ Döpfner das Thema Zölibat komplett fallen, nachdem Papst Paul VI. die Diskussion um eine Lockerung der Zölibatsdisziplin beruhigen wollte und die Pariser Zeitung Le Monde die Intervention des Brasilianischen Episkopats für eine Lockerung des Zölibats abdruckte. Nach Hinweis auf die bereits erfolgten Verbesserungen ging Döpfner zu seiner Kritik am Text über wie einerseits Sicht der Priester als geistige Krone ihrer Bischöfe oder der Suche von religiösen Beweggründen in letztlich ganz banalen Aspekten im Leben und Wirken eines Priesters; zum zweiten kritisierte Döpfner die unverhältnismäßig häufigen Wiederholungen im Text. Im zweiten Teil seiner Intervention ging Döpfner auf die Herausforderungen ein, vor die eine moderne, sich schnell verändernde Welt den Priester stellt.
In der zweiten Novemberhälfte 1965 wurde über die noch verbliebenen Texte abgestimmt, wie die Offenbarungskonstitution, das Laiendekret, das Missionsdekret, die Pastoralkonstitution und die Erklärung zur Religionsfreiheit.

### Themen (Auswahl)

#### Liturgieschema „De liturgia“
Im Gegensatz zu De deposito fidei unterstützte Döpfner in der Zentralen Vorbereitungskommission das Liturgieschema De liturgia, nachdem Papst Pius XII. unter anderem bereits im Jahr 1947 mit seiner Enzyklika Mediator Dei die Liturgische Bewegung befürwortet hatte. Döpfner plädierte dafür, im Theologiestudium die lateinische, in der Liturgie dagegen die jeweilige Muttersprache zu fördern.
Als er kurz vor der Generalkongregation vom 22. Oktober 1962 zu Beginn der ersten Sitzungsperiode des Konzils bei der Diskussion des Liturgieschemas feststellte, dass an die Konzilsväter ein manipulierter Text verteilt worden war, bestand er auf seiner Forderung nach dem authentischen Text, was ihm den Spitznamen „Der Panzerkardinal“ einbrachte. Döpfner brachte mit der Bedeutung der Laien eines der ihm wichtigen Anliegen in seine Intervention zum Liturgieschema ein. Döpfners Bearbeitungen beinhalteten u. a. die Punkte Kompetenz der Bischöfe und Bischofskonferenzen bei der Umsetzung liturgischer Reformmaßnahmen wie der Verwendung der Volkssprache, die einfachere Möglichkeit der Konzelebration sowie eine ausführliche Reform des Stundengebets. Döpfner trug am 22. Oktober sowie am 9. November 1962 jeweils eine Intervention zum Liturgieschema vor.

#### Kirchenschema „De ecclesia“
Kritisch ging Döpfner in der Zentralen Vorbereitungskommission auf das Kirchenschema De ecclesia ein, in dem es in Bezug auf die Enzyklika Mystici Corporis von Papst Pius XII. um das Wesen der Kirche ging. Entgegen seiner Bedeutung für das gesamte Konzil wurden die ersten Teile des Schemas erst in der vorletzten Sitzungsperiode der Zentralkommission im Mai 1962 diskutiert, was entsprechenden Unmut hervorrief.
In der ersten Sitzungsperiode des Konzils kritisierte Döpfner das unter hastigen Umständen zustande gekommene Kirchenschema. Bereits in der Zusammenfassung vom 28. November 1962 für die Anmeldung einer Rede zum Kirchenschema kritisierte er dessen wenig organisierte Struktur. Döpfner betonte bei seiner Intervention in der 32. Generalkongregation am 3. Dezember 1962 die grundsätzliche Bedeutung des Schemas, wies aber gleichzeitig auf die Schwächen des Textes hin. Seiner Intervention folgten in der Debatte um De ecclesia die Interventionen weiterer Kardinäle wie Montini, Lercaro und Suenens, die sich inhaltlich gegenseitig ergänzten.
Nach der Wahl von Papst Paul VI. wurde das Konzil mit der Diskussion über das nach dem Gutachten von Jedin und Hirschmann überarbeiteten Kirchenschema De ecclesia fortgesetzt. Döpfner wandte sich dem Thema Bischöfe und Weiheamt sowie dem schon in der zentralen Vorbereitungskommission von ihm angesprochenen Thema des ständigen verheirateten Diakonats zu, das er aus Gründen des Priestermangels für erforderlich hielt.

##### Bischöfe
Im Verlauf der Koordinierungskommission trat Döpfner erneut für eine nachkonziliare Erarbeitung von Exhortationen, Instruktionen oder Direktarien ein. Zudem stellte er Fassung De episcopis mit Abschnitten über die Beziehung der Bischöfe zur Kurie, über die Weihbischöfe und Koadjutoren, über den Rücktritt eines Bischofs und über die Bischofskonferenzen sowie das Schema De cura animarum vor. In seiner Funktion als Relator betreute Döpfner das Ordensschema sowie die Schemen „De episcopis“ und „De cura animarum“.
Nach der ersten Sitzungsperiode der Koordinierungskommission wurden Döpfners Bischofsschemata von einer Rumpfkommission der Mitglieder aus Rom und Umgebung unter Präsident Paolo Marella bearbeitet. In der zweiten Sitzungsperiode lobte Döpfner zahlreiche Verbesserungen an den Schemata durch die Rumpfkommission und leitete letzte Überarbeitungen.
Bei der Diskussion des Bischofsschemas De episcopis im Oktober und November 1963 regten sich Zweifel an der Berechtigung des Ranges des Weihbischofs. Bei seiner entsprechenden Intervention am 11. November 1963 stellte er zunächst fest, dass eine Ortskirche nur einen einzigen Hirten haben könne, schloss aber Titularbischöfe ohne eigene Herde nicht aus. Er schlug vor, Weihbischöfe beispielsweise mit der Klerusausbildung, dem Personalwesen und dem Seelsorgeamt zu betrauen. Beispielsweise durch den Einsatz des Weihbischofs als Generalvikar könne ein Status als „Neben-Bischof“ verhindert werden. Dies war in der zweiten Sitzungsperiode Döpfners letzte Wortmeldung.

##### Ordensleute
Am 30. Oktober 1963 sprach Döpfner über die allgemeine Berufung zur Heiligkeit und die Ordensleute und damit auch zum Thema der drei evangelischen Räte Armut, Keuschheit und Gehorsam. Wichtige Punkte dieser Intervention waren, dass die evangelischen Räte über den asketischen Aspekt hinaus auch soteriologische, ekklesiologische und eschatologische Bedeutung hatten und dass die Ordensleute innerhalb des Kirchengeschehens keinen separaten Teil scheinbar ohne Verbindung zum Mystischen Leib bilden sollten.

##### Ständige Diakone
In der dritten Sitzungsperiode der Zentralen Vorbereitungskommission trat Döpfner in Bezug auf das Schema De sacramento ordinis auf Grundlage eines Gutachtens von Klaus Mörsdorf für den ständigen und verheirateten Diakonat ein. In der Koordinierungskommission konnte Döpfner mit seinem Gegner Ottaviani einen wichtigen Teilerfolg bei der Frage der Einführung des ständigen verheirateten Diakonats erreichen.
Nach der Wahl von Papst Paul VI. wandte sich Döpfner im Rahmen des Kirchenschemas De ecclesia wieder dem Thema des ständigen verheirateten Diakonats zu, das er aus Gründen des Priestermangels für erforderlich hielt. Die Grundlage bildete ein Gutachten von Karl Rahner, der bereits im Jahr 1962 eine vielfach beachtete Publikation zum Thema veröffentlicht hatte. Für Rahner hatte das Diakonat genauso sakramentalen Charakter wie die Bischofsweihe und war genauso wenig lediglich Durchgangsstation zur Bischofsweihe wie die Priesterweihe. Den Zölibat sah Rahner durch das Diakonat nicht gefährdet, wobei letzteres kein gleichwertiger Ersatz für das Priestertum werden dürfe. Nach einigen Korrekturen übernahm Döpfner dessen Argumentation für seine Intervention am 7. Oktober 1963. Ausschlaggebend für Döpfners Haltung zum Thema war das Beispiel seines Studienfreundes Angermaier, dem wegen seiner Heirat trotz Eignung die Priesterlaufbahn versperrt war.

##### Ergänzung eines Marienkapitels
In der Koordinierungskommission schlug Döpfner an diesem Tag unter anderem die Ergänzung des Schemas „De ecclesia“ um ein Marienkapitel vor. Auch bei der Diskussion um das Klerikerschema wandte Döpfner sich gegen eine allzu ausschweifende und zeitintensive Ausarbeitung.
Zu Beginn der dritten Sitzungsperiode im September 1964 stand mit der möglichen Ergänzung eines Marienkapitels zum Kirchenschema ein brisantes Thema an. In der 81. Generalkongregation am 16. September 1964 hielt sich Döpfner mit lediglich zwei Abweichungen an Rahners Entwurf, demzufolge erstens die Rolle Mariens mehr vom mystischen Leib her betrachtet werden, zweitens vom ökumenischen Standpunkt her die Heilige Schrift deutlicher berücksichtigt werden, drittens im Abschnitt über das Alte Testament das biblische Bild von der Jungfrau Israel angewandt werden, viertens die Marginalisierung der Fleischwerdung Mariens und Christi vermieden werden sowie fünftens Maria als Glaubende wie auch als Pilgernde angesehen werden solle.

#### Offenbarungsschema „De fontibus relevationis“
In der Zentralen Vorbereitungskommission sprach sich Döpfner am 10. November 1961 im Zusammenhang mit dem Offenbarungsschema De fontibus relevationis – basierend auf einem Gutachten von Schmaus – dafür aus, die Heilige Schrift und insbesondere die Exegese als Quelle der Offenbarung nicht zu vernachlässigen.
Kontroverser als das Liturgieschema wurde in der ersten Sitzungsperiode des Konzils das bereits in der zentralen Vorbereitungskommission umstrittene Offenbarungsschema diskutiert. Joseph Ratzinger und Karl Rahner hatten empfohlen, es zu verwerfen, und wurden mit einem neuen Entwurf beauftragt. Erfolgreich wies er darauf hin, dass es im Falle eines unausgegorenen Schemas besser sei, dieses abzulehnen und mit einem neuen Ausgangspunkt ein konsensfähiges Ergebnis zu erzielen. Nach einigen Verwirrungen brachte die Abstimmung am 20. November 1962 keine Zweidrittelmehrheit für einen Abbruch des Schemas, so dass Papst Johannes XXIII. eine gemischte Kommission unter der Leitung der Kardinäle Bea und Ottaviani mit einer Neufassung des Schemas beauftragte.
In der Neuaufnahme der Diskussion um das Offenbarungsschema kam Ratzinger zu dem Schluss, dass auf Grund des Offenbarungsverständnisses im Schema die Frage, ob die Heilige Schrift alles für das Heil Notwendige beinhalte, überholt sei. In der 91. Generalkongregation am 30. September 1964 lobte Döpfner das neue Schema, welches das Wesen der Offenbarung nun deutlicher ausführte, und kündigte an, weitere Verbesserungsvorschläge schriftlich nachreichen zu wollen.

#### „Gaudium et spes“
Besonders am Herzen lag Döpfner die Arbeit an der Pastoralkonstitution „Gaudium et spes“, die das Verhältnis der Kirche zur Welt behandelte. Döpfner betonte in dem Schema die Bedeutung des Dialoges der Kirche mit der Welt; die Kirche habe, so Döpfner, Symbolcharakter auch für Bereiche des Lebens, die nicht direkt mit der Kirche zu tun haben. Für einen Erfolg des guten Ansatzes der Vorlage bat Döpfner in der 105. Generalkongregation am 20. Oktober 1964 um mehr Erarbeitungszeit.
Zu Beginn der vierten Konzilsperiode wurde das Schema Gaudium et spes diskutiert, dessen Erarbeitung und damit auch das Schema selbst von Zeitmangel gekennzeichnet war. Die Konzilsväter zeigten sich grundsätzlich zufrieden mit den Verbesserungen an Gaudium et spes gegenüber der dritten Sitzungsperiode, blieben aber insgesamt skeptisch auf Grund des Verbesserungsbedarfs des Schemas. Döpfner bat darum, die Neuartigkeit des Textes nicht zu übersehen. Gilles Routhier schilderte später die unterschiedliche Bewertung des Schemas durch die deutschen und die französischen Bischöfe. Es gilt als großes Verdienst Döpfners, so Klaus Wittstadt, die anfänglichen Bedenken der Bischöfe gegenüber der Pastoralkonstitution zerstreut zu haben. Stephan Mokry sieht es in diesem Zusammenhang als großes Verdienst Döpfners an, den Charakter des Neuanfangs in Gaudium et spes betont zu haben.

### Nach dem Konzil
Am 10. Dezember 1965 gab Döpfner – zwei Tage nach Ende des Konzils und einen Tag nach seiner Rückkehr nach München – eine Pressekonferenz, in deren Rahmen er ausführlich zum Konzil Stellung bezog.
Im September 1977 wurde am Petersdom eine neue, vom Künstler Luciano Minguzzi gestaltete Bronzetür eingeweiht. Ein Teil der Tür galt dem Zweiten Vatikanischen Konzil und stellte seine vier Moderatoren Krikor Bedros XV. Agagianian, Julius Döpfner, Giacomo Lercaro und Léon-Joseph Suenens sowie die beiden Päpste Johannes XXIII. und Paul VI. dar. Kurz nach der Einweihung wurde die Tafel mit den vier Moderatoren – angeblich aus künstlerischen Gründen – durch eine neue gleichformatige Tafel mit drei Moderatoren ersetzt. Trotz der fehlenden Ähnlichkeit der Darstellungen mit ihren realen Vorbildern ließen andere Merkmale vermuten, dass Döpfners Darstellung entfernt wurde. Vor allem in Deutschland stieß die Entfernung eines der führenden Konzilsmoderatoren von der Platte auf Befremden.

## Deutsche Bischofskonferenz

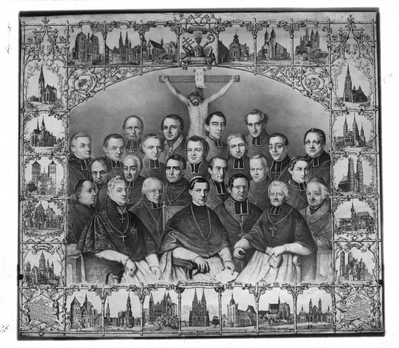
Erste Konferenz der deutschen Bischöfe 1848 in Würzburg. Lithographie nach Zeichnungen von Georg Opel.

Nach dem Zweiten Vatikanischen Konzil wurden auf der ganzen Welt Bischofskonferenzen eingerichtet. Am 2. Dezember 1965 wurde Döpfner noch während des Konzils zum Vorsitzenden der Deutschen Bischofskonferenz, die aus der Fuldaer Bischofskonferenz hervorgegangen war, gewählt und stand ihr elf Jahre lang vor. Der Theologe Alois Brem beschreibt die Bischofskonferenz unter anderem auch wegen der Person Döpfners als wirksames Instrument zur Bewältigung der Aufgaben nach dem Konzil.
Als wichtigstes Ziel der Bischofskonferenz wurden fünfzehn Bischöfliche Kommissionen eingerichtet. Döpfner übernahm den Vorsitz der Pastoralkommission und der Hauptkommission. Die während des Konzils beschlossenen Priester- und Seelsorgeräte sowie die Laienausschüsse sollten bald verwirklicht werden. Unter Döpfner wurde nun auch nach jeder Bischofskonferenz eine Pressekonferenz durchgeführt.
Döpfner lag in seiner Funktion als Konferenzvorsitzender die Umsetzung der Konzilsbeschlüsse am Herzen. Dementsprechend war der Hirtenbrief der Fuldaer Konferenz von 1966 auch durch Döpfner geprägt. Ebenso beschäftigte sich Döpfner auf der Bischofskonferenz im September 1967 in Fulda mit den Folgen des Konzils. Dementsprechend sagte er auf der Pressekonferenz vom 23. September 1967, die Kirche könne keinen Glauben verkünden, wenn sie sich nicht den Problemen der Menschen stelle.
Im Jahr 1968 veröffentlichte Papst Paul VI. die Enzyklika „Humanae vitae“. In dieser sprach er sich – überraschenderweise gegen den Mehrheitsbeschluss der Kardinäle – gegen Empfängnisverhütung aus. Die Deutsche Bischofskonferenz verabschiedete auf einer außerordentlichen Vollversammlung Ende August 1968 die „Königsteiner Erklärung“ und würdigte die Enzyklika, rief gleichzeitig aber auch dazu auf, das Gewissen des Einzelnen und der Ehepaare zu achten. Wie damalige Konferenzteilnehmer immer wieder betonten, war die Erklärung in erheblichem Maße von Döpfner geprägt. Döpfner hatte Gelegenheit, Papst Paul VI. die „Königsteiner Erklärung“ persönlich zu erläutern; der Papst stand auch weiterhin positiv zum Kardinal. Auch nach der „Königsteiner Erklärung“ äußerte sich Döpfner zum Schwangerschaftsabbruch in Deutschland, indem er die Kirche dazu aufforderte, im Geiste Jesu Vergebung zu üben; ferner sollten sich auch Geschiedene in der Kirche geborgen wissen. Am 3. Mai 1974 zeigte er sich mit der kurz zuvor beschlossenen Fristenlösung jedoch nicht einverstanden und sprach sich gegen den Schwangerschaftsabbruch aus.
Im Frühjahr 1968 forderte der Theologe Hubertus Halbfas in seinem Buch „Fundamentalkatechetik“, Religionsunterricht habe keinen Glaubensanspruch zu vertreten, sondern Texte und Dokumente aller Religionen zu interpretieren. Obwohl Döpfner das Buch kritisch beurteilte, verhielt er sich zunächst vorsichtig. Erst als sich im Verlauf die Proteste mehrten, entzog die Deutsche Bischofskonferenz Halbfas alle kirchlichen Lehraufträge. Erfolgreich setzte sich Döpfner dagegen im Jahr 1971 in der entscheidenden Glaubenskongregation in Rom für den Theologen Hans Küng ein, dem der Entzug der Lehrerlaubnis drohte. Als Vorsitzender der Deutschen Bischofskonferenz erklärte Döpfner in einer Ehrenerklärung für Küng, dessen lehramtliche Kritik habe nichts mit seiner Integrität als Priester und Christ zu tun.
Döpfner bemühte sich – ebenfalls im Sinne des Konzils – um gute Beziehungen zwischen Kirche und Staat und damit zu Bundeskanzler Willy Brandt und dessen Nachfolger Helmut Schmidt. Ebenso würdigte Döpfner beispielsweise am 13. Februar 1975 den Deutschen Gewerkschaftsbund; sowohl dieser als auch die Kirche wollten den Menschen dienen – wenn auch auf unterschiedliche Art und Weise. Von den Unruhen der Studentenrevolte war auch der Katholikentag vom 4. bis 8. September 1968 in Essen geprägt; dennoch blieb Döpfner zuversichtlich.
Von 1967 bis 1974 nahm Döpfner regelmäßig an den von Papst Paul VI. einberufenen römischen Bischofssynoden teil und leistete dort essentielle Beiträge zu Themen wie Reformen des Kirchenrechts und der Liturgie, Mischehen zwischen Katholiken und Protestanten sowie Evangelisation. Bei der zweiten ordentlichen Bischofssynode im Herbst 1971 schlug er vor, den Papst zu ersuchen, unter anderem die Frage zuzulassen, ob verheiratete Männer unter bestimmten Voraussetzungen zu Priestern geweiht werden sollten.
Die Deutsche Bischofskonferenz beschloss im Jahr 1969 in Fulda eine Vorbereitungskommission für die Gemeinsame Synode. Inhalt der Synode sollten nach Döpfner Überlegungen „der Förderung von Brüderlichkeit und Solidarität in der Kirche sein“.
Im Jahr 1971 musste die kirchliche Zeitschrift „Publik“ eingestellt werden. Anscheinend erfüllte sie nicht den von Döpfner bei der Herbstvollversammlung 1969 geäußerten Anspruch, Publizistik müsse einen Beitrag zur Integration leisten. Wie die Deutsche Bischofskonferenz am 15. November 1971 offiziell erklärte, habe die Zeitschrift nicht den erwarteten Lesermarkt gefunden.
Am 26. August 1973 forderte Nuntius Corrado Bafile, den Limburger Bischof Wilhelm Kempf, der die Priesterweihe verheirateter Männer gefordert hatte, als Leiter seiner Diözese durch einen Apostolischen Administrator zu ersetzen. Nach einem „FAZ“-Bericht vom 3. Oktober 1973 über den Inhalt des Briefes erklärte die Nuntiatur gemeinsam mit der Deutschen Bischofskonferenz die Vorschläge für hinfällig, da der Nuntius sich nach Versand des Briefes Döpfners Meinung angeschlossen habe, man solle die Angelegenheit gemeinsam mit Kempf klären. Im Oktober 1973 erklärte die Deutsche Bischofskonferenz, die Angelegenheit bereinigen zu wollen und sich um eine Lösung zu bemühen. Auch Papst Paul VI. ermutigte den Bischof, seine Diözese weiter zu führen.
Döpfner setzte sich entschieden dafür ein, trotz der Teilung Deutschlands die kirchliche Einheit zu bewahren. Als Agostino Casaroli, der Sekretär des Rates für die öffentlichen Angelegenheiten der Kirche in der Kurie, an den westdeutschen Bischöfen vorbei mit der DDR-Führung über Möglichkeiten einer (teilweisen) Loslösung der in der DDR gelegenen Teile von Jurisdiktionen verhandelte, stellte Döpfner 1976 Casaroli zur Rede. Doch Casaroli belog Döpfner: „Es wird nicht verhandelt.“ Die Lüge verletzte und belastete Döpfner sehr. In einer Privataudienz sagte er zu Papst Paul VI.: „Was soll das Gerede von Kollegialität, wenn ich von Ihren engsten Mitarbeitern angelogen werde?“

## Würzburger Synode
In den 1960er Jahren kam es unter anderem durch die Studentenrevolte und einen Wertewandel in der Gesellschaft zu einem Umbruch. Auf einer von Döpfner einberufenen außerordentlichen Bischofskonferenz im Dezember 1968 kamen Themen wie der Konflikt um Hubertus Halbfas oder die Beschränkung der nach dem Konzil gewonnenen Freiheit durch Zensurmaßnahmen hinzu. Ergebnis der Konferenz war eine Erklärung über die Problematik des Glaubens mit dem Ziel, den Menschen neue Möglichkeiten des Mitwirkens nahezubringen. Neben einer Anpassung an den Zeitgeist wurde auch Widerstand gegen das Gängige als nötig erachtet. Um dabei die Rolle der Kirche zu klären, wurde auf der Vollversammlung der Deutschen Bischofskonferenz im Februar 1969 die Einberufung einer Pastoralsynode beschlossen. Die Idee zu einer Synode ging dabei von Teilnehmern des Katholikentages vom Herbst 1968 aus, die von keiner offiziellen Institution repräsentiert wurden.
Die Würzburger Synode begann mit einer konstituierenden Sitzung vom 3. bis 5. Januar 1971 im Würzburger Dom und sollte im Sinne des Konzils Fragen wie Autorität und Demokratie in der Kirche, Mischehen, Religionsunterricht, Zölibat, Priestertum, Entwicklungshilfe und Geburtenkontrolle behandeln.
Als Grundlagen der Synode nannte Döpfner Demut, Sanftmut und Langmut. Das Ziel der Synode solle ein pastorales sein, Wege zu eröffnen, die Aussagen des Konzils umzusetzen; in diesem Zusammenhang solle die Synode ein „geistliches Ereignis“ werden. Zu den weiteren Zielen gehörten die Ökumene sowie die Umsetzung des „Aggiornamento“ von Papst Johannes XXIII. Anlässlich des 30. Jahrestages zum Ende des Zweiten Weltkrieges ging Döpfner auf das Leid ein, das der Nationalsozialismus über Deutschland und die Welt gebracht hatte. Er hoffte auf erfolgreiche Verhandlungen mit den anderen Ländern, damit den dort lebenden NS-Opfern geholfen werde. Unter dem Eindruck seiner Würzburger und vor allem seiner Berliner Amtszeit als Bischof ging Döpfner auf die Situation in der DDR ein. Er beklagte ebenso einen von ihm so wahrgenommenen Werteverfall in der Gesellschaft und kam in diesem Zusammenhang auf den Schutz des ungeborenen Lebens sowie von Ehe und Familie zu sprechen.
Ebenso zeigte er sich besorgt, die Integration von ausländischen Arbeitskräften sei in Gefahr, nicht verwirklicht zu werden. Im Zusammenhang mit dem 25-jährigen Jahrestag der Verkündigung des Grundgesetzes zeigte er sich besorgt um die Chancengleichheit in der Bildung, um die Rechte von kinderreichen Familien und Minderheiten und angesichts einer Überbewertung von Erfolg gegenüber der menschlichen Würde.
Die von Döpfner genannten Impulse der Synode waren „Aufeinander zugehen“, „Miteinander reden und gemeinsam sprechen“ und „Den Geist Jesu Christi bezeugen und daraus handeln“.
Am 21. Juli 1976 – drei Tage vor seinem Tod – schrieb Döpfner in seinem Geleitwort zu der zu seinen Ehren herausgegebenen Gesamtausgabe der Synodenbeschlüsse, dass die eigentliche Arbeit, die Beschlüsse auch umzusetzen, erst noch bevorstehe.
Im Rückblick wurde vor allem durch Pater Karl Rahner die unverzichtbare Rolle Döpfners gewürdigt. Vizepräsident Bernhard Servatius lobte seinen unermüdlichen Arbeitseifer, seinen offenen Umgang mit den Medien, seine zielgerichtete, allgemein verständliche sowie Konflikte beruhigende Kommunikation sowie seinen unterfränkischen Humor.

## Erzbischof von München und Freising (1961–1976)

Kardinalswappen als Erzbischof von München und Freising

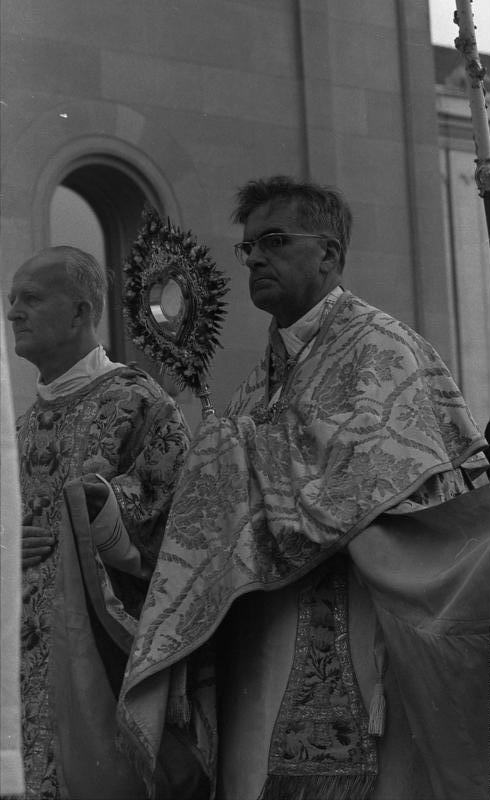
Kardinal Döpfner während der Fronleichnamsprozession in München 1971

### Pastorales und soziales Wirken
Am 3. Juli 1961 wurde Döpfner zum Erzbischof von München und Freising ernannt. Auf Grund seiner beeindruckenden Amtsführung in Berlin war er schon bald als Nachfolger seines am 31. Dezember 1960 verstorbenen Vorgängers Kardinal Joseph Wendel gehandelt worden; die Inthronisation durch Nuntius Corrado Bafile erfolgte am 30. September 1961. Mit Amtsantritt wurde Döpfner am 1. Oktober 1961 auch Vorsitzender der Bayerischen Bischofskonferenz. Wie auch in seinen zwei vorherigen Bistümern suchte Döpfner – nun auch unter dem Eindruck des Konzils – den persönlichen Kontakt zu seinen Priestern und seiner Gemeinde, wie es auch Weihbischof Ernst Tewes bestätigt.
Der sich damals schon abzeichnende Trend einer Überalterung des Klerus sowie des Mangels an Nachwuchspriestern bereitete Döpfner Sorgen. Besonders in den Jahren 1968/69 häuften sich die Laisierungsanträge von Priestern. Ein „Aktionskreis München“ aus Priestern forderte im Jahr 1970 Döpfner auf, die Priester vom Zölibat zu entbinden. In seiner Stellungnahme vom Februar 1970 bezeichnete Döpfner den Zölibat als wichtigen Grundgedanken des Neuen Testaments; er verwahrte sich gegen die Darstellung, der Zölibat sei ein dem Priester aufgezwungener Zustand. In einem solchen Falle solle sich der betroffene Priester klar entscheiden. Gleichzeitig warnte er vor einer Polarisierung der Kirche, wie sie in diesem Fall wieder eingetreten sei.
Trotz aller Schwierigkeiten hielt Döpfner weiter Kontakt zu seinen Priestern und half auch laisierten Priestern bei der Suche nach neuen Berufsmöglichkeiten. Ferner veranstaltete er Anfang des Jahres 1965 in verschiedenen Städten insgesamt elf Priestertage, in denen er den Priestern die Umsetzung des Gottesdienstes gemäß der Vorgaben des Konzils nahebrachte. Erneut betonte Döpfner in seinen Rundbriefen an die Priester die Bedeutung des Konzils und des leidenschaftlichen Erneuerungswillens im Sinne einer „Ecclesia semper reformanda“. Den Beruf des Priesters sah er als helfenden Dienst an. Sein letzter Brief an die Priester seines Erzbistums stammt aus der Karwoche 1976.
Neben den bereits erwähnten Priestertagen unternahm Döpfner weitere Maßnahmen zur Umsetzung der Konzilsbestimmungen wie die Einführung des Dekanatsstatus (1967), den Einsatz von Laien als Kommunionshelfer (1965), eine neue kirchliche Raumordnung (1970–1971), den Einsatz von theologisch ausgebildeten Laien als Pastoralassistenten (1971) und eine Neuregelung der Firmvorbereitung mit dem Einsatz von Laien. Um die Seelsorge übersichtlicher zu gestalten, erfolgte von 1961 bis 1976 ein enormer Ausbau der Pfarreien. Döpfner teilte sein Erzbistum in die drei Regionen München, Nord und Süd mit den Bischofsvikaren Weihbischof Ernst Tewes (Region München), Weihbischof Johannes Neuhäusler (Region Nord) und Weihbischof Matthias Defregger (Region Süd). Im Jahr 1968 löste Gerhard Gruber die Weihbischöfe Neuhäusler und Defregger als Generalvikar ab.
Nach München und Umgebung wurden im Jahr 1973 auch die übrigen Dekanate des Erzbistums umgestaltet. Döpfner vollendete den Bau der Katholischen Akademie in Bayern, musste aber – was Kontroversen auslöste – wegen Studentenmangels das Priesterseminar in Provisorien unterbringen.
Ebenso wie in Berlin mit Bischof Otto Dibelius baute Döpfner nach den Erfahrungen aus dem „Fall Ochsenfurt“ auch in München gute Beziehungen mit Landesbischof Hermann Dietzfelbinger auf. Dies äußerte sich beispielsweise in abwechselnden ökumenischen Gottesdiensten in einer katholischen beziehungsweise einer evangelischen Kirche oder in einer Zusammenarbeit bei Themen wie der Neuordnung des bayerischen Schulwesens. Dietzfelbinger widmete in seinen Lebenserinnerungen seinem katholischen Kollegen ein eigenes Kapitel und äußerte sich dort später auch betroffen von Döpfners Tod.
Döpfner war kein Befürworter der Bekenntnisschulen zur christlichen Erziehung der Kinder. Im Jahr 1967 wurden von der SPD beziehungsweise von der CSU in Bayern zwei Volksbegehren zur Einführung der christlichen Gemeinschaftsschule durchgeführt. Döpfner befürwortete hierbei das Vorhaben der CSU. In der Folge wurden die staatlichen Bekenntnisschulen abgeschafft und die Kinder aller Konfessionen ab dem Schuljahr 1969/1970 gemeinsam unterrichtet. Katholische Schulen gab es nur noch in freier Trägerschaft.
Wie auch in Berlin bemühte sich Döpfner ebenso in München um ein gutes Verhältnis zu den Juden. Dies äußerte sich beispielsweise in seinem Glückwunschschreiben aus Anlass des jüdischen Neujahrstages 1971. So trug er einerseits Meinungsverschiedenheiten unverkrampft und offen aus, als es beispielsweise anlässlich der Eröffnung der Oberammergauer Passionsspiele 1970 zu Protesten von Heinz Meier, dem Präsidenten der Israelitischen Kultusgemeinde in Bayern, kam. Döpfner erklärte, dass der Text der Passionsspiele zwar reformbedürftig, aber nicht antisemitisch sei, er sich aber nicht unter Druck setzen lassen wolle. Andererseits zeigte Döpfner sich bestürzt über einen Anschlag auf das Israelitische Altersheim in München. Wie in Würzburg und Berlin lehnte Döpfner Antisemitismus entschieden ab, worauf er in Berlin in der Rundfunkansprache „Wort für den Tag“ vom Januar 1960 öffentlich eingegangen war.
Ebenso lag Döpfner der Caritas-Gedanke der Nächstenliebe zu hilfsbedürftigen Gruppen und Minderheiten am Herzen. Im gleichen Sinne verstand er es, den Gedanken der „Caritas“ auch in die Liturgie zu integrieren. Bei einem Dankesgottesdienst am 2. Mai 1965 in der Todesangst-Christi-Kapelle im Konzentrationslager Dachau anlässlich des zwanzigsten Jahrestages der Befreiung des Konzentrationslagers plädierte Döpfner dafür, Lehren aus der Vergangenheit zu ziehen. In diesem Sinne nahm er am 10. September im Münchner Salesianum an einem Essen mit KZ-Priestern teil und zelebrierte am 20. Mai 1970 in Dachau einen Gottesdienst mit polnischen Priestern, die im Lagern inhaftiert waren.

### Der „Fall Matthias Defregger“
Die „Spiegel“-Ausgabe vom 7. Juli 1969 löste eine kontroverse Diskussion über den von Döpfner zum Weihbischof geweihten Matthias Defregger aus. Döpfner reagierte noch am gleichen Tag mit einer öffentlichen Erklärung. Defregger war als Offizier im Zweiten Weltkrieg während einer Rückzugsbewegung mit seiner Division am 7. Juni in das italienische Dorf Filetto gelangt. Nach Ermordung von vier Soldaten durch Zivilisten befahl der Kommandeur, alle männlichen Einwohner des Ortes zu erschießen. Sofort widersprach Defregger dem Befehl mit Hinweis auf die Haager Konventionen sowie mit Gegenvorschlägen. Erst nach dem Misserfolg seiner Bemühungen gab er den Befehl weiter, war aber an dessen Ausführung nicht beteiligt. Nach dem Hinweis des Divisionskommandeurs, Defregger würde bei Befehlsverweigerung selbst erschossen werden, versuchte dieser auf eigene Faust, den Befehl abzumildern und möglichst viele Männer zu retten.
Mit Beschluss vom 16. September 1970 stellte die Staatsanwalt München I das Ermittlungsverfahren gegen Defregger ein.
Döpfner selbst wies darauf hin, dass Defregger in schwere Gewissensentscheidung gedrängt worden sei und sich seiner Gewissensbelastung niemals entzogen habe. Trotzdem hätte Döpfner ihn niemals zum Weihbischof vorgeschlagen, wenn er sich der möglichen öffentlichen Auswirkungen bewusst gewesen wäre. Im Bemühen um Vermittlung nahm Döpfner auch Kontakt mit den Bürgern von Filetto auf. In einer Erklärung vom 17. September 1970 zum Abschluss des Ermittlungsverfahrens zeigte Döpfner sich erfreut über den Ausgang des Verfahrens. Defregger sei sich seiner Verpflichtung, unschuldiges Leben zu schützen, bewusst gewesen und habe unter Gefahr für sein eigenes Leben alles ihm Mögliche unternommen. Döpfner akzeptierte schweren Herzens Defreggers Entschluss, sein Amt als Regionalbischof nicht weiter auszuüben.

### Vorwürfe des Fehlverhaltens beim Umgang mit Missbrauchsfällen
Ein am 20. Januar 2022 veröffentlichtes Gutachten der Münchner Anwaltskanzlei Westpfahl Spilker Wastl, das sich mit dem Umgang mit den Fällen von sexueller Gewalt gegenüber Minderjährigen in der Erzdiözese von 1945 bis 2019 beschäftigt, dokumentierte in Döpfners Amtszeit Fälle von 34 Klerikern und es erhob gegenüber Döpfner in 14 Fällen den Vorwurf eines fehlerhaften Handelns. Das Gutachten dokumentiert bei besagten Fällen wiederholt Vertuschung, Untätigkeit und fehlende Geschädigtenfürsorge sowie die Wiedereinsetzung von Missbrauchstätern in den Seelsorgedienst selbst nach strafrechtlicher Verurteilung. Die Gutachter kamen zu dem Urteil, dass die „Sachbehandlung unter – teils maßgeblicher – Einbindung des damaligen Erzbischofs Kardinal Döpfner [...] in mehrfacher und entscheidender Hinsicht nach Meinung der Gutachter negativ von der seines Amtsvorgängers“ abweicht.

## Tod

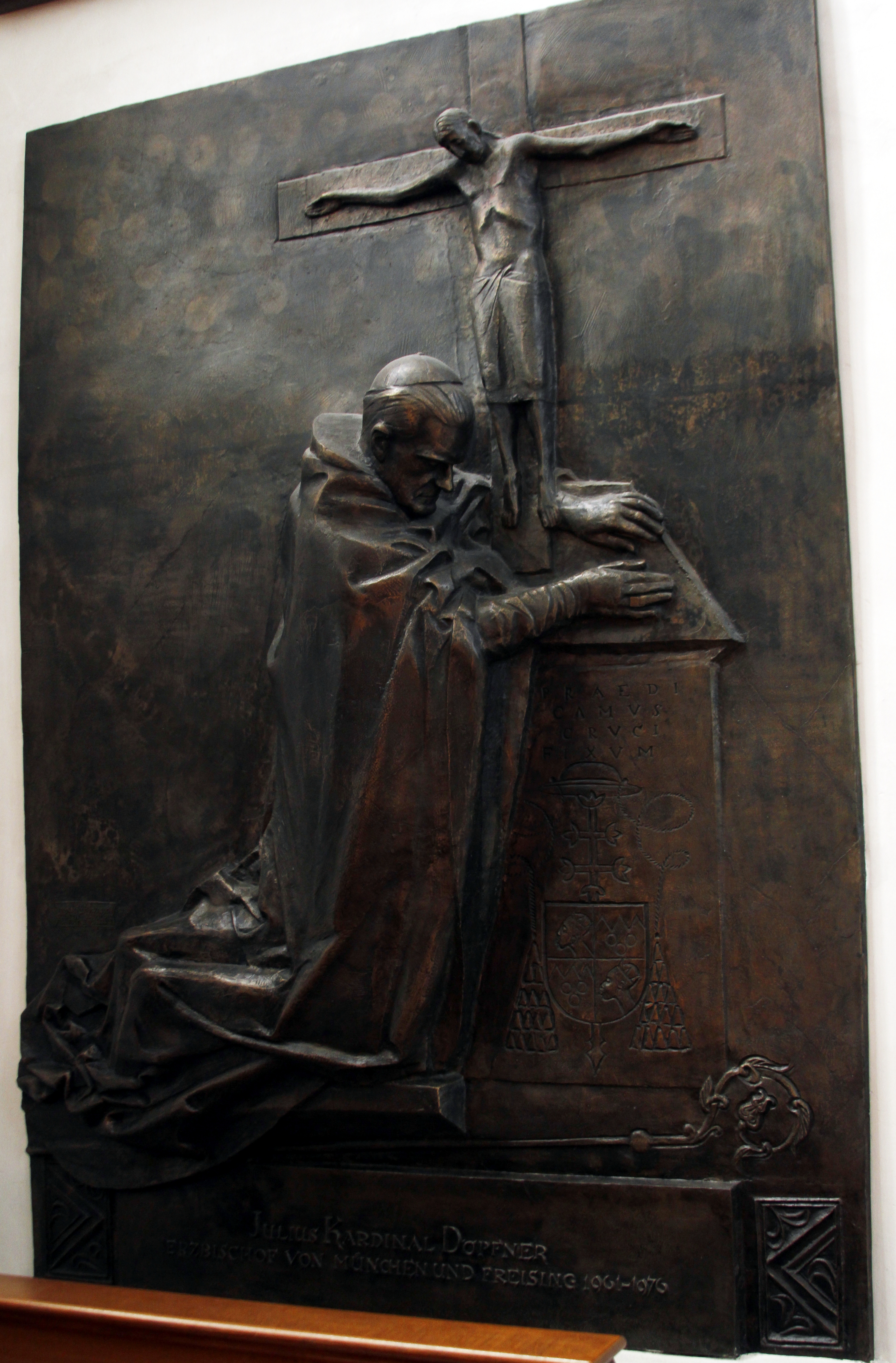
Kenotaph im Münchner Liebfrauendom

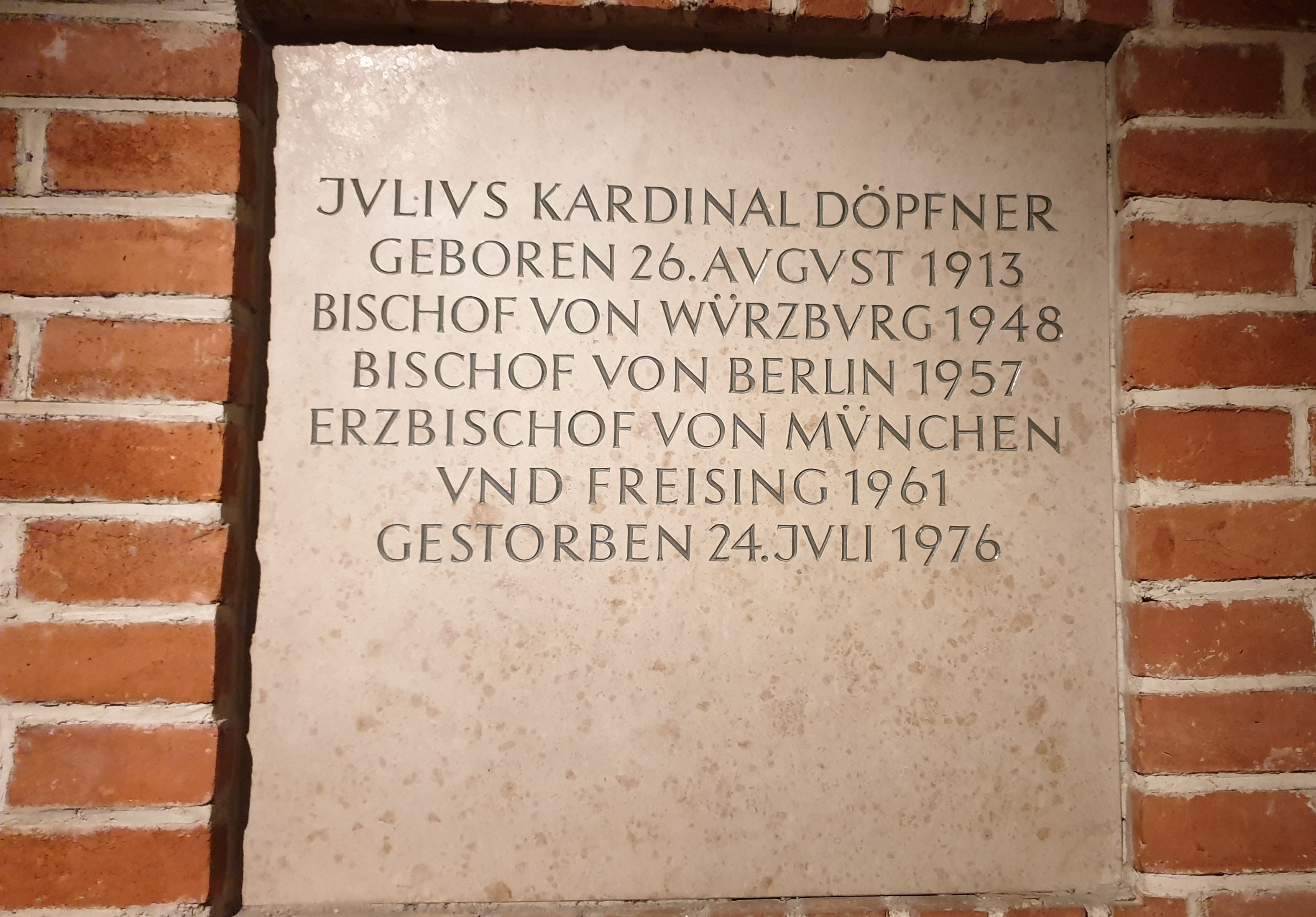
Grabplatte in der Krypta des Münchner Liebfrauendoms

Im Laufe seines Wirkens hatte Döpfner ein hohes Arbeitspensum zu bewältigen. Er hatte einen umfangreichen Terminkalender beispielsweise mit dem Besuch diverser Konferenzen sowie von Wohnheimen, Altenheimen und Gefängnissen und mit Kircheneinweihungen, Altarweihen und Wallfahrten. Er war auf jeden Termin gewissenhaft vorbereitet; ferner legte er Wert darauf, bei politischen und wissenschaftlichen Entwicklungen immer auf dem Laufenden zu sein. Hinzu kamen mehrere Auslandsreisen pro Jahr, die ihm nicht immer leicht fielen. Besonders hoch waren die Anforderungen bei Verpflichtungen wie bei dem Zweiten Vatikanischen Konzil.
Einen Wendepunkt bedeutete der November 1969, als er einen mehrwöchigen Klinikaufenthalt wegen Herz-Rhythmus-Störungen antrat. Weitere gesundheitliche Einschränkungen waren unter anderem ein mehrwöchiger Kuraufenthalt ab Februar 1970, Operationen Ende November 1971 (ein chirurgischer Eingriff), Ende Februar 1972 (Abszess) sowie am 23. Juni 1973 (Entzündung im Darmbereich). Döpfner bemühte sich, sich seinen schlechten Gesundheitszustand dieser Jahre nicht anmerken zu lassen.
Einen Tag vor seinem Tod hatte Döpfner noch eine Folge von „Das Wort zum Sonntag“ mit dem Thema „Begegnung mit Gott“ aufgezeichnet, das am 7. August 1976 ausgestrahlt wurde. Seine letzte offizielle Amtshandlung war am 23. Juli die Segnung des einige Zeit zuvor neu errichteten Münchener Gymnasiums Fürstenried West. Am 24. Juli 1976 wollten er und Weihbischof Ernst Tewes in die Schweiz fahren. Nach einigen anstrengenden Terminen bat Döpfner, noch einige wichtige Arbeiten erledigen zu dürfen. Am Morgen des 24. Juli 1976 wurde Sekretär Erwin Obermeier von der Oberschwester benachrichtigt, dass es Döpfner nicht gut ging; er spendete dem Kardinal sogleich die Krankensalbung. Der Notarzt versuchte vergeblich, den auf dem Boden des Pförtnerzimmers liegenden Döpfner wiederzubeleben. In der Medizinischen Klinik der Technischen Universität München konnte man nur noch den Tod durch Herzinfarkt feststellen. Sekretär Obermeier war kurz vor Döpfners Tod aufgefallen, dass dieser kaum mehr in der Lage war, mit seiner rechten Hand zu schreiben. Der Stadt- und Kreisheimatpfleger Werner Eberth teilt Obermeiers Einschätzung, dass Döpfners Arzt den drohenden Herzinfarkt nicht erkannt und Döpfner falsch behandelt habe, als er ihm lediglich Gymnastik verordnete.
Döpfner wurde am 29. Juli 1976 in der Krypta des Münchner Liebfrauendomes beigesetzt. Joseph Kardinal Höffner zelebrierte das Requiem und Hermann Kardinal Volk predigte. Die sich anschließende Beisetzung in der Gruft des Domes nahm Kapitularvikar Weihbischof Ernst Tewes vor.
In seinem zum Großteil bereits 1954 abgefassten Testament hatte Döpfner selbst den Liebfrauendom als Ort seiner Beisetzung bestimmt. Als Gesamterbe setzte er den Erzbischöflichen Stuhl ein und bat seine Familie um Verständnis, dass er in erster Linie der Kirche verpflichtet sei. Dieser Wunsch Döpfners wurde von seiner Familie verständnisvoll akzeptiert. Mitarbeiter, Chauffeur und Hauspersonal bekamen Andenken vermacht. Als Testamentsvollstrecker bestimmte Döpfner Regionalbischof a. D. Matthias Defregger. Anscheinend kam Defregger seiner gesetzlichen Verpflichtung, ein Nachlassverzeichnis zu erstellen und zu verzeichnen, an wen er welche Gegenstände aus Döpfners Erbe verteilt hat, nur unzureichend nach. Der Hausener Pfarrer Georg Hirschbrich konnte durch Verhandlungen mit Defregger erreichen, dass zumindest einige Gegenstände wie Döpfners expressionistisches Kruzifix in die Pfarrei kamen.
Zu den weiteren wieder nach Hausen gekommenen Gegenständen gehörte auch ein durch den Würzburger Goldschmied Josef Amberger angefertigter Krummstab mit einer Darstellung der heimatlichen Quellen im Wappen, den ihm seine Heimatgemeinde aus Anlass seiner Ernennung zum Bischof von Würzburg im Jahr 1948 gestiftet hatte. Döpfners offizieller, vom Bistum Würzburg in Auftrag gegebener Krummstab wurde ebenfalls von Josef Amberger angefertigt und zeigt in seiner Wappendarstellung die Frankenapostel Kilian, Kolonat und Totnan.

## Ehrungen
- Ehrendoktorwürde der Katholisch-Theologischen Fakultät der Universität Würzburg (23. Juli 1973)
- Ehrendoktorwürde der Katholisch-Theologischen Fakultät der Universität München (12. Oktober 1973)
- Das Bildungszentrum auf dem Domberg in Freising wurde nach ihm benannt: Kardinal-Döpfner-Haus.
- Julius Döpfner wurde Ehrengroßprior der Deutschen Statthalterei des Ritterordens vom Heiligen Grab zu Jerusalem.[256]
- Zum 100. Geburtstag gab die Deutsche Post AG mit dem Erstausgabetag 8. August 2013 ein Sonderpostwertzeichen im Wert von 58 Eurocent heraus. Der Entwurf stammt von den Grafikern Iris Utikal und Michael Gais aus Köln.
- Nach Julius Döpfner ist der Kardinal-Döpfner-Platz, die Adresse des Bischöflichen Palais in Würzburg, benannt.

## Veröffentlichungen
- Das Verhältnis von Natur und Übernatur bei John Henry Kardinal Newmann. Rom 1945 (zugl. Diss. Pontif. Univ. Greg.).
- Deutscher Katholizismus und konziliare Erneuerung. Erfahrungen d. Bischofs in Würzburg, Berlin u. München. Würzburg 1965.
- Die Berliner Jahre. Julius Kardinal Döpfner als Bischof von Berlin 1957–1961. Berlin 1961.
- Die Mitte unseres Glaubens. Christologische Ansprachen. Erich Wewel Verlag, München, Freiburg i.Br. 1971.
- Die Zukunft des Glaubens. Kevelaer 1969.
- Konzilstagebücher, Briefe und Notizen zum Zweiten Vatikanischen Konzil. Bearb. v. Guido Treffler. Regensburg 2006.
- Reform als Wesenselement der Kirche. Überlegungen zum 2. Vatikanischen Konzil. Würzburg 1964.
- Weggefährte in bedrängter Zeit. Briefe an die Priester. Hrsg.: Ernst Tewes. 4. Auflage. Verlag St. Michaelsbund, München 1986, ISBN 3-920821-00-1 (formal falsch).